# Volksverhetzung
Die Volksverhetzung (abgeleitet von „Hetze“ im politisch-gesellschaftlichen Sinn, von mittelhochdeutsch hetzen für ‚antreiben‘, ursprünglich ‚zum Verfolgen bringen‘ und verwandt mit „Hass“) ist ein Vergehen gemäß § 130 Strafgesetzbuch (StGB) nach dem Recht Deutschlands.
Geschützt sind nach herrschender Meinung die Menschenwürde und der öffentliche Friede. Die verschiedenen Handlungsvarianten stellen teilweise persönliche Äußerungsdelikte dar, bei denen es für eine Strafbarkeit notwendig ist, dass der Täter sich eine Aussage zu eigen macht. Teilweise stellen sie bloße Verbreitungsdelikte dar, bei denen ein Zu-Eigen-Machen auch bei der Verbreitung fremder Aussagen nicht nötig ist.

## Wortlaut
§ 130 StGB lautet:
(1) Wer in einer Weise, die geeignet ist, den öffentlichen Frieden zu stören,
1. gegen eine nationale, rassische, religiöse oder durch ihre ethnische Herkunft bestimmte Gruppe, gegen Teile der Bevölkerung oder gegen einen Einzelnen wegen dessen Zugehörigkeit zu einer vorbezeichneten Gruppe oder zu einem Teil der Bevölkerung zum Hass aufstachelt, zu Gewalt- oder Willkürmaßnahmen auffordert oder
2. die Menschenwürde anderer dadurch angreift, dass er eine vorbezeichnete Gruppe, Teile der Bevölkerung oder einen Einzelnen wegen dessen Zugehörigkeit zu einer vorbezeichneten Gruppe oder zu einem Teil der Bevölkerung beschimpft, böswillig verächtlich macht oder verleumdet,
wird mit Freiheitsstrafe von drei Monaten bis zu fünf Jahren bestraft.
(2) Mit Freiheitsstrafe bis zu drei Jahren oder mit Geldstrafe wird bestraft, wer
1. einen Inhalt (§ 11 Absatz 3) verbreitet oder der Öffentlichkeit zugänglich macht oder einer Person unter achtzehn Jahren einen Inhalt (§ 11 Absatz 3) anbietet, überlässt oder zugänglich macht, der
a) zum Hass gegen eine in Absatz 1 Nummer 1 bezeichnete Gruppe, gegen Teile der Bevölkerung oder gegen einen Einzelnen wegen dessen Zugehörigkeit zu einer in Absatz 1 Nummer 1 bezeichneten Gruppe oder zu einem Teil der Bevölkerung aufstachelt,
b) zu Gewalt- oder Willkürmaßnahmen gegen in Buchstabe a genannte Personen oder Personenmehrheiten auffordert oder
c) die Menschenwürde von in Buchstabe a genannten Personen oder Personenmehrheiten dadurch angreift, dass diese beschimpft, böswillig verächtlich gemacht oder verleumdet werden oder
2. einen in Nummer 1 Buchstabe a bis c bezeichneten Inhalt (§ 11 Absatz 3) herstellt, bezieht, liefert, vorrätig hält, anbietet, bewirbt oder es unternimmt, diesen ein- oder auszuführen, um ihn im Sinne der Nummer 1 zu verwenden oder einer anderen Person eine solche Verwendung zu ermöglichen.
(3) Mit Freiheitsstrafe bis zu fünf Jahren oder mit Geldstrafe wird bestraft, wer eine unter der Herrschaft des Nationalsozialismus begangene Handlung der in § 6 Abs. 1 des Völkerstrafgesetzbuches bezeichneten Art in einer Weise, die geeignet ist, den öffentlichen Frieden zu stören, öffentlich oder in einer Versammlung billigt, leugnet oder verharmlost.
(4) Mit Freiheitsstrafe bis zu drei Jahren oder mit Geldstrafe wird bestraft, wer öffentlich oder in einer Versammlung den öffentlichen Frieden in einer die Würde der Opfer verletzenden Weise dadurch stört, dass er die nationalsozialistische Gewalt- und Willkürherrschaft billigt, verherrlicht oder rechtfertigt.
(5) Mit Freiheitsstrafe bis zu drei Jahren oder mit Geldstrafe wird bestraft, wer eine Handlung der in den §§ 6 bis 12 des Völkerstrafgesetzbuches bezeichneten Art gegen eine der in Absatz 1 Nummer 1 bezeichneten Personenmehrheiten oder gegen einen Einzelnen wegen dessen Zugehörigkeit zu einer dieser Personenmehrheiten öffentlich oder in einer Versammlung in einer Weise billigt, leugnet oder gröblich verharmlost, die geeignet ist, zu Hass oder Gewalt gegen eine solche Person oder Personenmehrheit aufzustacheln und den öffentlichen Frieden zu stören.
(6) Absatz 2 gilt auch für einen in den Absätzen 3 bis 5 bezeichneten Inhalt (§ 11 Absatz 3).
(7) In den Fällen des Absatzes 2 Nummer 1, auch in Verbindung mit Absatz 6, ist der Versuch strafbar.
(8) In den Fällen des Absatzes 2, auch in Verbindung mit den Absätzen 6 und 7, sowie in den Fällen der Absätze 3 bis 5 gilt § 86 Absatz 4 entsprechend.
Die aktuelle Fassung trat am 9. Dezember 2022 in Kraft.

## Kriminalstatistik
Im Jahr 2023 wurden nach dem Recht Deutschlands im Rahmen der Erfassung Politisch motivierter Kriminalität (PMK) 7.665 Volksverhetzungen registriert, davon die Mehrzahl (5.367) aus dem Bereich der politisch motivierten Kriminalität – rechts. 2022 waren es insgesamt 4.649 (davon 3.482 PKM –rechts–), 2021 insgesamt 4.814 (davon 3.812 PMK -rechts-), 2020 insgesamt 4.124 (davon 3.877 PMK -rechts-) und 2019 insgesamt 3.245 (davon 3.062 PMK -rechts-).

## Geschützte Rechtsgüter und Überblick
Welche Rechtsgüter geschützt sind, ist umstritten und muss je nach Absatz getrennt betrachtet werden. Insbesondere die Bedeutung der Menschenwürde ist strittig: Der Streitstand reicht von der Ansicht, Volksverhetzung sei insgesamt ein Delikt gegen die Menschlichkeit, bis zu der Ansicht, die Menschenwürde sei „Kein eigenständiges Schutzobjekt des § 130“ StGB. Zudem wird auch noch die Ansicht vertreten, bezweckt sei der (vorgelagerte) Schutz von Leib, Leben und Freiheit potentieller Diskriminierungsopfer.
Absatz 1 verlangt eine Eignung der Handlung, den öffentlichen Frieden zu stören. Jedenfalls dieser ist daher nach ganz überwiegender Meinung geschütztes Rechtsgut. Daneben ist nach der herrschenden Meinung die Menschenwürde geschützt. Dies gelte trotz des Verzichts auf das Erfordernis einer Verletzung der Menschenwürde, weil der Gesetzgeber deshalb auf dieses Erfordernis verzichtet habe, weil die Menschenwürde bei solchen Angriffen wie in Nummer 1 in der Regel sowieso betroffen sei. Die Menschenwürde als Rechtsgut soll im Sinne eines Schutz der individuellen Menschenwürde zu verstehen sein. Es ist dabei als strittig anzusehen, ob nur die Würde der Menschen im Inland geschützt sei oder in Umsetzung eines EU-Rahmenbeschlusses auch die derer, die sich im Ausland aufhalten. Das Rechtsgut des öffentlichen Friedens ist allerdings ein inländisches Rechtsgut, durch das der Gesetzgeber den Bezug zum Inland sicherstellen wollte.
Absatz 2 bezieht alle möglichen öffentlichen Äußerungen in Inhalten, die die in Absatz 1 genannten Tatbestandsmerkmale erfüllen, in die Strafandrohung ein. Inhalte im Sinne des StGB sind „solche, die in Schriften, auf Ton- oder Bildträgern, in Datenspeichern, Abbildungen oder anderen Verkörperungen enthalten sind oder auch unabhängig von einer Speicherung mittels Informations- oder Kommunikationstechnik übertragen werden“ (siehe § 11 Absatz 3 StGB). Dieser Absatz verzichtet zwar in Vorverlagerung der Strafbarkeit auf das Merkmal der Eignung, den öffentlichen Frieden zu stören, dieser soll aber dennoch auch in diesem Absatz geschütztes Rechtsgut sein. Daneben tritt auch hier der Schutz der Mitglieder der genannten Menschengruppen in ihrer individuellen Menschenwürde. Nach einer Ansicht soll Rechtsgut von Absatz 2 Nr. 1 und 2 auch der Jugendschutz sein. Im Hinblick auf den öffentlichen Frieden wird vertreten, dass der öffentliche Friede in der gesamten Europäischen Union geschützt sei.
Absatz 3 bezieht Personen in die Strafandrohung ein, die „eine unter der Herrschaft des Nationalsozialismus begangene Handlung der in § 6 Abs. 1 VStGB bezeichneten Art in einer Weise, die geeignet ist, den öffentlichen Frieden zu stören, öffentlich oder in einer Versammlung billigen, leugnen oder verharmlosen“. Gemeint ist der in § 6 VStGB beschriebene Völkermord. Der Absatz soll nach der wohl überwiegenden Meinung sowohl die öffentliche Sicherheit als auch die persönliche Würde und den persönlichen Achtungsanspruch der Betroffenen schützen. Aber es wird auch vertreten, dass allein der öffentliche Friede oder dass allein die Menschenwürde geschützt seien.
Absatz 4 stellt die Billigung, Verherrlichung oder Rechtfertigung der nationalsozialistischen Gewalt- und Willkürherrschaft, die den öffentlichen Frieden in einer die Würde der Opfer verletzenden Weise stört, unter Strafe. Daher schützt er die Menschenwürde der Betroffenen. Da eine Verletzung des öffentlichen Friedens gefordert wird, ist auch dieser geschützt. Der Gesetzgeber hat Absatz 4 vor allem dazu geschaffen, nationalsozialistische Aufmärsche verbieten zu können (über § 15 Abs. 2 VersG i. V. m. § 130 Abs. 4 StGB), insbesondere an Orten, „die an die Opfer organisierter menschenunwürdiger Behandlung erinnern“.
Absatz 5 stellt die Billigung, Leugnung und Verharmlosung von Kriegsverbrechen und Verbrechen gegen die Menschlichkeit unter Strafe. Voraussetzung für eine Strafbarkeit ist, „dass sich die öffentliche Billigung, Leugnung beziehungsweise gröbliche Verharmlosung von Völkerstraftaten (§§ 6 bis 12 Völkerstrafgesetzbuch) auf die in Absatz 1 Nummer 1 des Paragrafen genannten Personenmehrheiten bezieht „oder gegen einen Einzelnen wegen dessen Zugehörigkeit zu einer dieser Personenmehrheiten.““

## Deliktsnatur
Die Absätze 1 und 3 sind abstrakt-konkrete Gefährdungsdelikte; entscheidend ist die generelle Gefährlichkeit der konkreten Tat. Bei Absatz 2 liegt ein [ergänze: klassisches] abstraktes Gefährdungsdelikt vor, da eine Eignung zur Störung des öffentlichen Friedens nicht geprüft werden muss. Absatz 4 fordert dagegen den Eintritt der Störung des öffentlichen Friedens und ist daher ein [ergänze: klassisches] Erfolgsdelikt (bzw. echtes Erfolgsdelikt) bzw. Verletzungsdelikt.

## Erfordernis eines Strafantrags
Volksverhetzung ist ein Offizialdelikt, wird also auch ohne einen Strafantrag verfolgt.

## Vergehen, Versuchsstrafbarkeit, Vorbereitungshandlungen und Unternehmensdelikt
Sämtliche Begehungsarten der Volksverhetzung stellen Vergehen dar, da die Mindeststrafe unter einem Jahr Freiheitsstrafe liegt (§ 12 Abs. 1 StGB). Daher sind nach § 23 Abs. 1 StGB der Versuch und nach § 30 Abs. 1 und 2 StGB bestimmte Vorbereitungshandlungen (Versuch der Beteiligung) nicht ohne ausdrückliche Anordnung strafbar.
Absatz 7 ordnet eine Versuchsstrafbarkeit an „In den Fällen des Absatzes 2 Nummer 1, auch in Verbindung mit Absatz 5“. Damit wollte der Gesetzgeber Wertungswidersprüche vermeiden, die dadurch entstehen könnten, dass bestimmte Vorbereitungshandlungen strafbar waren, der Versuch als unmittelbares Ansetzen aber bis dahin noch nicht. In der Gesetzesbegründung heißt es zudem: „Die Versuchsstrafbarkeit soll folgerichtig nicht die Vorbereitungsdelikte des § 130 Absatz 2 Nummer 3 StGB-E erfassen. Wo dies erforderlich erscheint, nämlich bei der Ein- und Ausfuhr volksverhetzender Schriften, ist an der Ausgestaltung als Unternehmensdelikt festgehalten worden.“ [Ergänze: Der Begriff der Schriften ist inzwischen durch Inhalte ersetzt worden.] Denn durch Absatz 2 Nummer 2 werden verschiedene materielle Vorbereitungshandlungen (sogenannte Vorfelddelikte) („herstellt, bezieht, liefert, vorrätig hält, anbietet, bewirbt oder es unternimmt, diesen ein- oder auszuführen“) bereits als vollendetes Delikt strafbar, wenn eine entsprechende Verwendungsabsicht oder Absicht des Ermöglichens der Verwendung durch einen anderen vorliegt.

## Gesetzgebungsgeschichte

### 1871 und Vorläufer
§ 130 StGB, ursprünglich als „Klassenkampfparagraph“ („Klassenverhetzung“) bezeichnet, lautete in der Urfassung des Reichsstrafgesetzbuches von 1871:
Als Ursprung kann man ein Pressegesetz aus dem Frankreich der Restauration ansehen, das 1819 gegen das Aufreizen zum Klassenkampf erlassen wurde. Vor dort wurde es zunächst 1849 nach Preußen als Verordnung übernommen, dann als § 100 in das Preußische Strafgesetzbuch von 1851 („Hass- und Verachtungsparagraph“).

### 1960
§ 130 StGB wurde durch das Sechste Strafrechtsänderungsgesetz vom 30. Juni 1960 mit Wirkung zum 30. Juli 1960 neu gefasst:
1. zum Haß gegen Teile der Bevölkerung aufstachelt,
2. zu Gewalt- oder Willkürmaßnahmen gegen sie auffordert oder
3. sie beschimpft, böswillig verächtlich macht oder verleumdet,
Die Neufassung dieses Paragrafen beruhte auf der Auffassung, dass der Nationalsozialismus auch durch rechtliches Dulden von Hetzpropaganda ermöglicht wurde. Zudem war die Gesetzesänderung auch eine Reaktion auf damals aktuelle Vorfälle. Als Gegengewicht gegen einen allzu weiten Tatbestand durch das Merkmal „Teile der Bevölkerung“ wurde das Erfordernis des Angriffs auf die Menschenwürde aufgenommen.
Diese Änderung hatte eine längere Vorgeschichte.
Anfang Januar 1959 legte die Bundesregierung erstmals einen Gesetzentwurf für die Neufassung des § 130 StGB vor. Sie reagierte damit auf eine Serie antisemitischer Straftaten, darunter Brandanschläge auf Synagogen, und Justizskandale. Im Frühjahr 1957 hatte Ludwig Zind, ehemaliges SD-Mitglied, einen jüdischen Kaufmann beleidigt und voller Stolz hunderte Morde an Juden in der NS-Zeit bekannt. Er wurde im April 1958 wegen Beleidigung und Verunglimpfung des Andenkens Verstorbener zu einem Jahr Gefängnis verurteilt, floh aber vor Haftantritt ins Ausland. Im Prozess hatte er seine nationalsozialistischen Ansichten bekräftigt und dafür viel Zustimmung seitens der Zuschauer erhalten. Im Juli floh auch der ehemalige KZ-Arzt Hans Eisele ins Ausland; die KZ-Ärztin Herta Oberheuser wurde vorzeitig entlassen und konnte sich erneut als Ärztin niederlassen.
Diese und andere Fälle wurden in der deutschen und internationalen Öffentlichkeit aufmerksam registriert. Dabei wurde auch der Fall des Hamburgers Friedrich Nieland bekannt, der 1957 trotz Verbreitung einer antisemitischen Hetzschrift vom Oberlandesgericht Hamburg nicht verurteilt worden war. Weihnachten 1959 kam es dann zur Schändung der Synagoge in Köln, die Bundeskanzler Konrad Adenauer erst kurz zuvor mit der jüdischen Gemeinde eingeweiht hatte, gefolgt von 700 Anschlusstaten bis Ende Januar 1960. Dies rief internationale Empörung und Besorgnis über die Stabilität der westdeutschen Demokratie hervor. Die SED sprach von einer „Refaschisierung“ der Bundesrepublik.
Daraufhin fand am 22. Januar 1960 im Bundestag eine von der SPD beantragte große Justizdebatte statt. Dabei lehnten die Oppositionsparteien SPD und FDP den Gesetzentwurf der Regierung als Sondergesetz ab: Adolf Arndt sprach von einem „Judenstern“-Gesetz, das die jüdische Minderheit rechtlich als privilegiert brandmarken würde. Stattdessen müsse man jede Herabwürdigung von Minderheiten als Angriff auf die Menschenwürde ahnden. Seine Sicht setzte sich im Rechtsausschuss des Bundestages durch, so dass im Sommer 1960 nicht „Aufstachelung zum Rassenhass“, sondern der Angriff auf die „Menschenwürde anderer“ in den Gesetzestext übernommen wurde.

### 1994
Die nächsten stärkeren Änderungen wurden dann durch das Verbrechensbekämpfungsgesetz vom 28. Oktober 1994 zum 1. Dezember 1994 bewirkt. Die danach gültige Fassung des § 130 StGB lautete:
(1) Wer in einer Weise, die geeignet ist, den öffentlichen Frieden zu stören,
1. zum Haß gegen Teile der Bevölkerung aufstachelt oder zu Gewalt- oder Willkürmaßnahmen gegen sie auffordert oder
2. die Menschenwürde anderer dadurch angreift, daß er Teile der Bevölkerung beschimpft, böswillig verächtlich macht oder verleumdet,
wird mit Freiheitsstrafe von drei Monaten bis zu fünf Jahren bestraft.
(2) Mit Freiheitsstrafe bis zu drei Jahren oder mit Geldstrafe wird bestraft, wer
1. Schriften (§ 11 Abs. 3), die zum Haß gegen Teile der Bevölkerung oder gegen eine nationale, rassische, religiöse oder durch ihr Volkstum bestimmte Gruppe aufstacheln, zu Gewalt- oder Willkürmaßnahmen gegen sie auffordern oder die Menschenwürde anderer dadurch angreifen, daß Teile der Bevölkerung oder eine vorbezeichnete Gruppe beschimpft, böswillig verächtlich gemacht oder verleumdet werden,
a) verbreitet,
b) öffentlich ausstellt, anschlägt, vorführt oder sonst zugänglich macht,
c) einer Person unter achtzehn Jahren anbietet, überläßt oder zugänglich macht oder
d) herstellt, bezieht, liefert, vorrätig hält, anbietet, ankündigt, anpreist, einzuführen oder auszuführen unternimmt, um sie oder aus ihnen gewonnene Stücke im Sinne der Buchstaben a bis c zu verwenden oder einem anderen eine solche Verwendung zu ermöglichen, oder
2. eine Darbietung des in Nummer 1 bezeichneten Inhalts durch Rundfunk verbreitet.
(3) Mit Freiheitsstrafe bis zu fünf Jahren oder mit Geldstrafe wird bestraft, wer eine unter der Herrschaft des Nationalsozialismus begangene Handlung der in § 220a Abs. 1 bezeichneten Art in einer Weise, die geeignet ist, den öffentlichen Frieden zu stören, öffentlich oder in einer Versammlung billigt, leugnet oder verharmlost.
(4) Absatz 2 gilt auch für Schriften (§ 11 Abs. 3) des in Absatz 3 bezeichneten Inhalts.
(5) In den Fällen des Absatzes 2, auch in Verbindung mit Absatz 4, und in den Fällen des Absatzes 3 gilt § 86 Abs. 3 entsprechend.
Mit dem damaligen neuen Absatz 3 wurde insbesondere die Strafbarkeit der Holocaustleugnung in Form der sogenannten „einfachen Auschwitz-Lüge“ als Volksverhetzung eingeführt. Gerade zuvor hatte der Bundesgerichtshof (unter Berufung auf eine Gesetzesbegründung des Gesetzgebers zum Strafantragserfordernis der Beleidigungsdelikte) festgestellt, „daß das bloße Bestreiten der systematischen Tötung von Juden nicht den Tatbestand des § 130 erfüllt“.
Das vorher in § 131 StGB geregelte „Aufstacheln zum Rassenhaß“ wurde mit Änderungen im Wortlaut und mit erhöhter Strafandrohung in den neuen Absatz 2 übernommen.
Dem neuen Absatz 3 ging eine längere Kontroverse voraus und eine solche folgte noch.
Der Bundesgerichtshof hatte in einem Zivilverfahren Menschen jüdischer Abstammung aufgrund ihres Persönlichkeitsrechts in der Bundesrepublik bereits am 18. September 1979 Anspruch auf Anerkennung des Verfolgungsschicksals der Juden unter dem Nationalsozialismus zugesprochen. Das Leugnen des Holocaust beleidige jeden einzelnen Juden.
Genau vor der Gesetzesänderung war im März 1994 eine Verurteilung des damaligen NPD-Parteichefs Günter Deckert wegen Volksverhetzung vor dem Bundesgerichtshof vorläufig gescheitert, weil Angriffe auf die Menschenwürde hinzutreten müssten und dies bei Deckert im angegriffenen Urteil nicht ausreichend dargelegt worden sei. Anerkannt hatte der Bundesgerichtshof, dass das „einfache“ Bestreiten der Gaskammermorde als Beleidigung und Verunglimpfung des Andenkens Verstorbener strafbar sei, was bis dahin auch noch nicht unbestritten gewesen war.
Dieser Beschluss des Bundesgerichtshofes von 1994 wurde in der bundesdeutschen Öffentlichkeit als Skandal betrachtet. Vielfach wurde kritisiert, dass der Gesetzgeber es versäumt habe, Holocaustleugnung unter Strafe zu stellen. Diese Entscheidung des Bundesgerichtshofes war nach der Begründung des Gesetzesentwurfes des Bundesrates ein Anlass dazu, die Strafbarkeit gerade auch als Volksverhetzung (und nicht nur als Beleidigung) neu zu regeln.
Am 13. April 1994 entschied das Bundesverfassungsgericht (BVerfG), dass Holocaustleugnung in Form der sogenannten „einfachen Auschwitzlüge“ nicht unter das Grundrecht der Meinungsfreiheit nach Art. 5 Abs. 1 GG falle: Es handele sich bei dem bloßen Bestreiten des Holocausts um eine „erwiesen unwahre Tatsachenbehauptung“, also das Bestreiten einer vielfach erwiesenen Tatsache, die für sich nicht vom Recht der Meinungsfreiheit gedeckt sei, da sie nicht zur verfassungsmäßig vorausgesetzten Meinungsbildung beitragen könne. Schon die Prüfung, ob für sich genommen einfaches Bestreiten des Holocausts überhaupt als im Sinne der Meinungsfreiheit schutzwürdige Meinung in Betracht kommt, wurde also in einem Begründungsstrang verneint. Falls diese falsche Tatsachenbehauptung in Zusammenhang mit dem weiteren Motto der geplanten Demonstration zu sehen sein sollte, so läge zwar insgesamt ein staatlicher Eingriff in das Grundrecht der Meinungsäußerung vor, dieser sei aber gerechtfertigt.
Der Politikwissenschaftler Peter Reichel meinte, das bisherige Recht habe den Persönlichkeitsschutz aller Opfer von Holocaustleugnern schon gewährt, während der Staat nun erstmals eine bestimmte Tatsachenbehauptung als Lüge und Verharmlosung bestrafe. Indem man bestimmte Falschbehauptungen aus der freien Kommunikation über die Geschichte gesetzlich auszuschließen versuche, fördere man eher eine erneute Tendenz zum Gesinnungsstrafrecht, statt den Meinungsbildungsprozess gerade bei ungefestigten Jugendlichen positiv zu beeinflussen. Dies sei für eine liberale Rechtsstaatstheorie bedenklich, da Meinungsfreiheit nicht nur ein individuelles, sondern ein kollektives Grundrecht sei: „Es liegt im öffentlichen Interesse einer pluralistischen Gesellschaft, die wesensmäßig durch die Rationalität kommunikativen Handelns geprägt ist, freie Meinungs- und Willensbildung nicht zu behindern.“ Am Grenzfall der Holocaustleugnung werde deutlich, „dass es auf die Frage nach historischer Wahrheit auch dann keine definitiven Antworten gibt, wenn wir dies aus moralischen und politischen Gründen wünschen. Rechtsgüterschutz kann sich nur auf die Ehre und das Andenken der NS-Verfolgten erstrecken, nicht aber auf ein richtiges, vom Staat verwaltetes Geschichtsbild.“
Im Sommer 2008 kritisierten die ehemaligen Verfassungsrichter Winfried Hassemer und Wolfgang Hoffmann-Riem das Verbot der Holocaustleugnung: Die auf § 130 Abs. 3 StGB beruhende Rechtsprechung sei ungeeignet, die Menschenwürde der Opfernachfahren zu schützen. Die streitbare Demokratie solle es unterlassen, „durch Repression Märtyrer zu schaffen“.
Geschichtsrevisionisten und Rechtsextremisten bekämpfen § 130 Abs. 3 StGB als „Auschwitzgesetz“ oder „Lex Engelhard“. Helmut Schröcke sah darin ein „Sondergesetz“ gegen wissenschaftlich angeblich noch „zu klärende“ Fragen der Zeitgeschichte. Er veröffentlichte 1996 einen zuerst von der Gesellschaft für freie Publizistik herausgegebenen Appell der 100 – Die Meinungsfreiheit ist in Gefahr!, der auch in der Wochenzeitung Junge Freiheit und der Frankfurter Allgemeinen Zeitung erschien und von vielen Holocaustleugnern unterzeichnet wurde. Der Text griff die gängige Gerichtspraxis an, den Holocaust als juristisch offenkundig (zum Beispiel bei den Auschwitzprozessen der 1960er und 1970er Jahre) wie geschichtswissenschaftlich bewiesene historische Tatsache nicht jedes Mal aufs Neue einer juristischen Beweisführung zu unterziehen und entsprechende Anträge abzulehnen.
Deutsche Historiker beurteilen das Verbot der Holocaustleugnung unterschiedlich. Ernst Nolte forderte 1994 eine „Versachlichung der Geschichte“ und lehnte vorgegebene „Dogmen“ oder „offenkundige Wahrheiten“ ab: Geschichte sei kein Rechtsgegenstand. In einem freien Land sei es weder Sache des Parlaments noch der Justiz, geschichtliche Wahrheiten zu definieren. Eberhard Jäckel kritisierte 2007:

„In der großen Auseinandersetzung um die Entnazifizierung hat Eugen Kogon in den fünfziger Jahren einmal gefordert das Recht auf den politischen Irrtum. Und ich glaube, das muss eine freie Gesellschaft einräumen, und sie muss auch hier das Recht auf, ja, auf Dummheit erlauben. Auch Geisteskrankheit kann ja nicht verboten werden… Hier geht es darum, dass ein bestimmtes Geschichtsbild verboten werden soll, und das scheint mir einer freien Gesellschaft nicht würdig zu sein.“

Jäckel plädierte für das Ignorieren der Holocaustleugner, solange sie nicht direkt zu Gewalt gegen Personen und Sachen aufriefen.
Hans-Ulrich Wehler setzte dagegen vorrangig auf die argumentative und politische Auseinandersetzung mit Holocaustleugnern, hielt aber auch die Anwendung aller rechtlichen Mittel für notwendig, um Gewalttaten zu verhindern, die mit Holocaustleugnung begründet und dadurch begünstigt würden. Die Neufassung des Straftatbestands der Volksverhetzung sei notwendig geworden, um auch rechtlich gegen Auschwitzleugner vorgehen zu können, nachdem die westdeutsche Justiz die Verfolgung von nationalsozialistischen Straftätern in den 1970er Jahren weitgehend eingestellt hatte:

„Die Leugnung eines so unvorstellbaren Mordes an Millionen – ein Drittel aller Ermordeten waren Kinder unter 14 Jahren – kann man nicht so einfach hinnehmen als etwas, was durch die freie Meinungsäußerung gedeckt ist. Es sollte schon eine Rechtszone geben, in der diese Lüge verfolgt wird. Bei einer Güterabwägung finde ich – so sehr ich für das Recht auf Meinungsfreiheit bin –, kann man die Leugnung des Holocausts nicht mit einem Übermaß an Generösität hinter freier Meinungsäußerung verstecken. […] Dass das Thema in Anatolien, Brasilien oder China so weit weg ist und deshalb nicht viele interessiert, kann kein Grund für uns sein, auf die Strafverfolgung zu verzichten. Die universelle Gültigkeit dieser Kritik und der Strafverfolgung kann nicht der Maßstab dafür sein, ob man sie unternimmt oder sein lässt.“

### 2005
Mit dem Gesetz zur Änderung des Versammlungsgesetzes und des Strafgesetzbuchs vom 24. März 2005 wurde § 130 Abs. 4 StGB mit Wirkung zum 1. April 2005 neu in das Gesetz eingefügt:
Die folgenden Absätze wurden angepasst.
Die Einfügung des neuen Absatz 4 bezweckte insbesondere, das versammlungsrechtliche Verbot der Hess-Aufmärsche in Wunsiedel zu erleichtern. Da sich der Anwendungsbereich der Bestimmung darauf jedoch nicht beschränkt, stellt § 130 Abs. 4 StGB kein unzulässiges Einzelfallgesetz dar.

### 2011
Durch das Gesetz vom 16. März 2011 mit Wirkung zum 22. März 2011 wurden Absatz 1 und Absatz 2 Nummer 1 umfassend geändert. Zur Umsetzung europarechtlicher Vorgaben wurden insbesondere Handlungen gegen Einzelne wegen der Zugehörigkeit zu einer der genannten Gruppen geregelt.

### 2015
Die Versuchsstrafbarkeit in bestimmten Fällen (siehe unten) wurde eingeführt durch das Neunundvierzigste Gesetz zur Änderung des Strafgesetzbuches – Umsetzung europäischer Vorgaben zum Sexualstrafrecht vom 21. Januar 2015 mit Wirkung zum 27. Januar 2015. Zudem wurde besonders Absatz 2 neu strukturiert.

### 2020/2021
Durch das Sechzigste Gesetz zur Änderung des Strafgesetzbuches – Modernisierung des Schriftenbegriffs und anderer Begriffe sowie Erweiterung der Strafbarkeit nach den §§ 86, 86a, 111 und 130 des Strafgesetzbuches bei Handlungen im Ausland vom 30. November 2020, in Kraft getreten am 1. Januar 2021, wurde der Begriff Schrift durch den Begriff Inhalt ersetzt. Es wurde klargestellt, dass sich die Sozialadäquanzklausel des damaligen Absatz 7 [nunmehr Absatz 8] auch auf versuchte Taten erstreckt. Überdies wurde für im Ausland begangene Taten das Strafanwendungsrecht in § 5 Nr. 5a Buchst. b StGB neu gefasst (siehe unten).

### 2022 (Abs. 5 n. F.)
Nachdem die Europäische Kommission im Dezember 2021 ein Vertragsverletzungsverfahren gegen die Bundesrepublik Deutschland wegen unzureichender Umsetzung des Rahmenbeschlusses 2008/913/JI des Rates vom 28. November 2008 zur strafrechtlichen Bekämpfung bestimmter Formen und Ausdrucksweisen von Rassismus und Fremdenfeindlichkeit eingeleitet hatte, beschloss der Deutsche Bundestag am 21. Oktober 2022 eine Ergänzung des § 130 StGB. § 130 Abs. 5 StGB neuer Fassung stellt das öffentliche Billigen, Leugnen und gröbliche Verharmlosen von Völkermord, Verbrechen gegen die Menschlichkeit und Kriegsverbrechen unter Strafe, wenn die Tat in einer Weise begangen wird, die geeignet ist, zu Hass oder Gewalt aufzustacheln und den öffentlichen Frieden zu stören. Nicht erfasst sind aber Äußerungen über das Führen eines Angriffskrieges (Aggression gemäß § 13 VStGB).
Die Änderung des Strafgesetzbuches wurde vor der zweiten und dritten Lesung im Rechtsausschuss des Bundestages zu einem Gesetz zur Änderung des Bundeszentralregisters ergänzt.
Der Beschluss wurde von Rechtswissenschaftlern kritisiert. Elisa Hoven bedauerte, dass der Tatbestand nicht auf Äußerungen über Verbrechen eingeschränkt wurde, die von einem internationalen Gericht als solche festgestellt wurden. Nun müsse gegebenenfalls ein deutsches Amtsgericht darüber befinden, ob zum Beispiel eine Aktion der israelischen Armee in den besetzten Gebieten ein Kriegsverbrechen sei oder nicht. Üblicherweise falle das in die Zuständigkeit des Internationalen Strafgerichtshofs in Den Haag. Die Rechtswissenschaftlerin Paula Rhein-Fischer forderte im Verfassungsblog die deutschen Gerichte auf, die Strafnorm möglichst restriktiv auszulegen, damit die staatliche Gewalt weiterhin öffentlich debattiert werden könne.
Das deutsche Bundesjustizministerium hat zur Änderung im Oktober 2022 Fragen und Antworten veröffentlicht. Danach sind beispielsweise auch nach der Änderung Diskussionen über Kriegsverbrechen weiterhin straflos möglich, solange „ein Kriegsverbrechen nicht zweifelsfrei festgestellt werden“ könne.
Die Änderung durch das Gesetz vom 4. Dezember 2022 trat am 9. Dezember in Kraft.

## Vereinbarkeit mit der Meinungsfreiheit

### Absätze 1 und 2
Jedenfalls außerhalb des Ehrenschutzes und des Jugendschutzes (→ Schrankentrias, Art. 5 Abs. 2 GG) darf die Meinungsfreiheit nur durch solche Gesetze („allgemeine Gesetze“) eingeschränkt werden, „die ‚nicht eine Meinung als solche verbieten, die sich nicht gegen die Äußerung der Meinung als solche richten‘, die vielmehr ‚dem Schutze eines schlechthin, ohne Rücksicht auf eine bestimmte Meinung, zu schützenden Rechtsguts dienen‘, dem Schutze eines Gemeinschaftswerts, der gegenüber der Betätigung der Meinungsfreiheit den Vorrang hat“. § 130 Abs. 1–2 StGB beschränken als solche allgemeinen Gesetze das Grundrecht der Meinungsfreiheit, doch müssen § 130 Abs. 1–2 StGB mit Blick auf die Bedeutung von Art. 5 Abs. 1 GG ausgelegt werden.

### Absatz 3
Dagegen soll § 130 Abs. 3 nach einer Entscheidung des Bundesverfassungsgerichtes aus dem Juni 2018 kein allgemeines Gesetz darstellen. Zulässig soll diese Norm nach dem Bundesverfassungsgericht aber dennoch aufgrund der besonderen deutschen Geschichte sein: „Als Vorschrift, die auf die Verhinderung einer propagandistischen Affirmation der nationalsozialistischen Gewalt- und Willkürherrschaft zwischen den Jahren 1933 und 1945 gerichtet ist, ist sie von der formellen Anforderung der Allgemeinheit, wie sie sonst nach Art. 5 Abs. 2 GG gilt, ausgenommen.“
Mit dem Missbrauch des Rechts auf Meinungsäußerung begründete der Europäische Gerichtshof für Menschenrechte (EGMR) Entscheidungen zur Holocaustleugnung im Jahr 2015 gegen einen französischen Kabarettisten und im Jahr 2019 gegen Udo Pastörs, mit denen die Beschwerden abgelehnt wurden.
Auf eine andere Begründungsherleitung kann man eine Entscheidung des Bundesverfassungsgericht zum Leugnen des nationalsozialistischen Völkermords aus dem Juni 2018 zurückführen. Grundsätzlich schließt das Grundrecht auf Meinungsfreiheit entgegen dem Wortlaut des Artikel 5 Grundgesetz auch das Recht auf Tatsachen-Behauptungen ein, denn meist sind Tatsachenbehauptungen die Grundlage der Bildung von Meinungen. Daher besteht nach dem Bundesverfassungsgericht der Schutz der Meinungsfreiheit auch für solche Tatsachen, die meinungsbezogen sind und damit zur Meinungsbildung beitragen. Hingegen bzw. konsequenterweise besteht nach dem Bundesverfassungsgericht nach Beschluss vom Juni 2018 eine Grenze beim Leugnen des nationalsozialistischen Völkermords: „Nicht mehr in den Schutzbereich des Art. 5 Abs. 1 Satz 1 GG fallen hingegen bewusst oder erwiesen unwahre Tatsachenbehauptungen, da sie zu der verfassungsrechtlich gewährleisteten Meinungsbildung nichts beitragen können“. Ähnlich begründete bereits 2003 der Europäische Gerichtshof für Menschenrechte (EGMR), seine Entscheidung dazu, „Eindeutig feststehende historische Tatsachen wie den Holocaust zu bestreiten“, bei der er allerdings auch auf den Missbrauch eines Menschenrechts abstellte. Auch in der Rechtswissenschaft wird die Behauptung, es habe unter dem Nationalsozialismus keine Judenverfolgung gegeben gesehen als „eine Tatsachenbehauptung, die nach ungezählten Augenzeugenberichten und Dokumenten, den Feststellungen der Gerichte in zahlreichen Strafverfahren und den Erkenntnissen der Geschichtswissenschaft erwiesen unwahr ist“. Sie stehe daher nicht unter dem Schutz der Meinungsfreiheit. Problematisch sei allerdings die Behandlung von Aussagen, bei denen Tatsachenbehauptungen und Meinungsäußerungen gemischt seien.

### Absatz 4
Bei Absatz 4 von § 130 StGB handelt sich laut der Wunsiedel-Entscheidung des Bundesverfassungsgerichts vom 4. November 2009 um eine Sonderbestimmung und kein allgemeines Gesetz, die aber angesichts der Entstehungsgeschichte des Grundgesetzes (GG) und der Bundesrepublik Deutschland als Gegenentwurf zum Nationalsozialismus mit der Garantie der Meinungsfreiheit in Art. 5 Abs. 1 und 2 GG zu vereinbaren sei. Die Wunsiedel-Entscheidung wird in der Rechtswissenschaft kritisiert: Der Verfassungsgeber habe keinen Vorbehalt eines Sonderrechtes in Art. 5 GG aufgenommen. Es lasse sich auch nicht feststellen, dass ein ungeschriebener Vorbehalt vorausgesetzt worden sei.

## Objektiver Tatbestand

### Angriffsobjekte

#### Nationale, rassische, religiöse oder durch ihre ethnische Herkunft bestimmte Gruppen
Hier sind nach herrschender Meinung die Personengruppen gemeint, die durch die in § 6 Abs. 1 VStGB verwendeten Merkmale gekennzeichnet sind. § 6 VStG spricht von einer „nationale[n], rassische[n], religiöse[n] oder ethnische[n] Gruppe“.
Dies soll nach der wohl vorwiegenden Ansicht unabhängig davon gelten, ob sich diese Personengruppen im Inland oder im Ausland aufhalten. [Vgl. jedoch beim Merkmal Friedensstörung.] Nach einer anderen Ansicht umschreiben diese Merkmale lediglich genauer diejenigen Gruppen, die bereits vor der Reform von 2011 als Bevölkerungsgruppen beschrieben wurden.
„Eine Gruppe ist eine durch gemeinsame Merkmale und deren subjektive Entsprechung verbundene Mehrzahl von Menschen, welche sich durch diese Merkmale von anderen Personengruppen unterscheidet“.
Nur gemeinsame politische oder wirtschaftliche Interessen sollen keine gemeinsame Gruppe bilden können. Geschützt sind nur Menschen, nicht Institutionen, denen sie angehören. Staaten und Staatengruppen sollen daher nicht geschützt sein. Jedoch ist stets am konkreten Fall zu prüfen, ob eigentlich eine Menschengruppe gemeint ist, so bei einem Angriff auf den Staat Israel eigentlich die Gruppe der in Deutschland lebenden Juden oder der Juden insgesamt. So sollen nach dem Amtsgericht Essen eigentlich die Gruppe der Juden gemeint sein können, wenn die Bezeichnung Zionisten benutzt wird.

#### Teile der Bevölkerung
Teile der Bevölkerung im Sinne der Volksverhetzung sind Mehrheiten von Personen, die sich aufgrund von äußeren oder inneren Merkmale vom Rest der Bevölkerung unterscheiden und individuell nicht mehr überschaubar sind.

##### Auch Teile der ausländischen Bevölkerung?
Nach ganz überwiegender Ansicht sind darunter normalerweise nur Teile der inländischen Bevölkerung zu verstehen. Dabei wird allerdings teilweise dies anders gesehen für Absatz 2, da dieser Absatz gerade keine Störung des (inländischen) öffentlichen Friedens voraussetzt.

##### Unterscheidung
Zu den Unterscheidungsmerkmalen zählen beispielsweise „Rasse, Volkszugehörigkeit, Religion, politische oder weltanschauliche Überzeugung, soziale und wirtschaftliche Stellung“. bzw. es sind „Merkmale politischer, nationaler, ethnischer, rassischer, religiöser, weltanschaulicher, sozialer, wirtschaftlicher, beruflicher oder sonstiger Art“.
Es müssen sich die Teile der Bevölkerung auch von dem Rest unterscheiden, sie müssen also abgrenzbar sein. Der Bundesgerichtshof hat dies für die Antifa, „in der weltanschaulich unterschiedlich geprägte Gruppierungen lediglich durch ein gemeinsames Ziel vereint“ seien, 2008 verneint. In derselben Entscheidung bejahte er es aber für die Kommunisten. Die letzteren verbinde „- bei durchaus unterschiedlicher Ausrichtung in Einzelfragen – eine gemeinsame weltanschauliche, politisch-ideologische Grundüberzeugung.“

##### Angriff über Angriff auf ein Mitglied
Dabei kann ein Angriff auf einen Bevölkerungsteil auch dadurch erfolgen, dass vordergründig nur ein Mitglied dieses Bevölkerungsteils angegriffen wird, wenn dies wegen seiner Mitgliedschaft stellvertretend für den Bevölkerungsteil geschieht. Dies war auch schon vor der Gesetzesänderung von 2011 anerkannt. Der Bundesgerichtshof nahm schon 1967 an, dass das Beschmieren eines Wahlplakates eines jüdischen Bewerbers mit dem Wort „Jude“, eine Volksverhetzung darstelle, da damit zum Ausdruck gebracht werden solle, dass Juden generell nicht zum Besetzen öffentlicher Ämter geeignet seien. Ähnlich sah es auch noch 2009 das Oberlandesgericht Stuttgart in Bezug auf ein Plakat, das sich durch Kombination mit einem schwarzen Affen nur vordergründig gegen einen Nationalspieler schwarzer Hautfarbe richtete, tatsächlich aber gegen alle in Deutschland lebenden Schwarzen.

##### Anwendbarkeit nur auf Minderheiten?
Eine in Literatur und Rechtsprechung vertretene Meinung bezweifelt die Anwendbarkeit des § 130 sofern sich die Tat gegen Bevölkerungs-Mehrheiten, wie z. B. das deutsche Volk als Ganzes richtet. Andere Meinungen gehen auch von Bevölkerungs-Mehrheiten als taugliches Angriffsobjekt aus.
In der Rechtsprechung bzw. Justiz wurde die Frage der Anwendbarkeit nur auf Minderheiten verschieden behandelt:
Am 15. Februar 2017 stellte die Hamburger Staatsanwaltschaft das Ermittlungsverfahren gegen ein Vorstandsmitglied des Türkischen Elternbunds Hamburg ein, der die Deutschen als „Köterrasse“ bezeichnet hatte. Zur Begründung hieß es, beim Straftatbestand der Volksverhetzung müsse es sich „um eine Gruppe handeln, die als äußerlich erkennbare Einheit sich aus der Masse der inländischen Bevölkerung abhebt“, und das sei bei „allen Deutschen“ nicht der Fall.
Nach Ansicht des Oberlandesgerichts Köln kann aber auch die pauschale Verunglimpfung von Frauen eine Volksverhetzung darstellen, obwohl diese die statistische Mehrheit der deutschen Bevölkerung darstellen. Dies gelte aber nur, soweit hiermit auch deren Menschenwürde angegriffen werde, so dass sie praktisch als „Unperson[en]“ dargestellt werden oder in die Nähe solcher gerückt würden.

#### Einzelne wegen Zugehörigkeit zu einer bezeichneten Gruppe oder zu einem Teil der Bevölkerung
Seit der Gesetzesänderung von 2011 wurden Angriffe auf einzelne Menschen ausdrücklich vom Wortlaut mit erfasst. Es ist aber nötig, dass der Angriff gerade wegen der Zugehörigkeit der Einzelperson zu einer der vorher bezeichneten Gruppen bzw. Teile der Bevölkerung erfolgt. Dies wurde verneint vom Oberlandesgericht Karlsruhe, weil Äußerungen über drei Flüchtlingskinder nach den Feststellungen des vorher entscheidenden Landgerichtes an einen Diebstahl anknüpfen würden und nicht daran, ob die Kinder einer bestimmten nationalen oder ethnischen Gruppe angehören.
Als Beispiele für solche Zugehörigkeiten werden vom Gesetzgeber genannt: Homosexualität, Behinderung oder Religion.

#### Opfer der nationalsozialistischen Gewalt- und Willkürherrschaft
In Absatz 4 muss die Äußerung in einer die Würde der Opfer der nationalsozialistischen Gewalt- und Willkürherrschaft verletzenden Weise geschehen. Diese Opfer bilden somit das Angriffsobjekt.

### Absatz 1: Friedensgefährdende Volksverhetzung

#### Tathandlungen des Abs. 1
Absatz 1 enthält zwei Gruppen von Tathandlungen. Bei der ersten Gruppe (Tathandlungen des Abs. 1 Nr. 1) ist eine Verletzung der Menschenwürde regelmäßig gegeben, muss aber seit der Reform von 1994 nicht mehr separat geprüft werden. Bei der zweiten Gruppe (Tathandlungen des Abs. 1 Nr. 2) ist die Verletzung der Menschenwürde (noch immer) zu prüfendes Tatbestandsmerkmal.
Besonderheiten bestehen bei der Weitergabe fremder Erklärungen. Alle Tathandlungen im Absatz 1 außer dem Verleumden sind einer Ansicht nach persönliche Äußerungsdelikte, so dass sich der Täter eine fremde Erklärung zu eigen gemacht haben muss, soll eine Strafbarkeit nach Absatz 2 in Frage kommen. Nach einer anderen Ansicht trifft dies auch auf das Verleumden zu.

##### Tathandlungen des Abs. 1 Nr. 1
Zu den Tathandlungen der ersten Nummer des ersten Absatzes zählen das Aufstacheln zum Hass und das Auffordern zu Gewalt- oder Willkürmaßnahmen.

###### Aufstacheln zum Hass
Aufstacheln meint die nachhaltige Einwirkung auf die Gefühle anderer. Dabei gilt nach einer Entscheidung des Bundesgerichtshofes aus 1994: „Das Aufstacheln zum Haß (§ 130 Nr. 1) muß objektiv geeignet […] sein […], eine gesteigerte, über die bloße Ablehnung und Verachtung hinausgehende feindselige Haltung gegen die betreffenden Bevölkerungsteile zu erzeugen oder zu steigern“. Ähnlich formulierte das Oberlandesgericht Brandenburg: „Das Aufstacheln zum Hass ist eine verstärkte, auf die Gefühle des Aufgestachelten gemünzte, über die bloße Ablehnung und Verachtung hinausgehende Form des Anreizens zu einer emotional gesteigerten feindseligen Haltung“.
Aufstacheln zum Hass kann derjenige begehen, der die Vernichtung der Juden im Holocaust nicht nur bloß leugnet, sondern diese Tatsache als Lüge der Juden darstellt und die mit dem Motiv einer angeblichen Erpressung verbindet (sogenannte „qualifizierte Auschwitz-Lüge“).
Auch die Teilnahme an einer größeren Personengruppe, aus der heraus die Parole „Ausländer raus!“ gegrölt wird, kann nach der oben genannten Entscheidung des Oberlandesgericht Brandenburg unter weiteren Umständen (Halten Reichskriegsflagge, „Sieg-Heil“-Rufe aus der Gruppe heraus) ein Aufstacheln zum Hass darstellen.
Mit Beschuss aus 2023 verwarf der Bundesgerichtshof die Revision gegen ein Urteil des Landgerichts Dortmund. Die Angeklagten hatten bei einer Kundgebung der rechtsextremen Partei „Die Rechte“ die Parole „Wer Deutschland liebt, ist Antisemit!“ gerufen. Das Landgericht hatte diese Parole unter Berücksichtigung ihres Wortlauts und der erkennbaren Umstände, unter denen sie skandiert wurde, ausgelegt. Danach habe sie den objektiven Erklärungswert, dass ein Deutschland liebender Mensch Gegner der in Deutschland lebenden Juden sein müsse. Die Angeklagten würden mit dem Ausruf bezwecken, gegen Mitbürger jüdischen Glaubens in Deutschland zum Hass aufzustacheln.

###### Auffordern zu Gewalt- oder Willkürmaßnahmen
Der Bundesgerichtshof definierte 2016 die Aufforderung zu Gewalt- und Willkürmaßnahmen folgendermaßen: „Das Auffordern zu Gewalt- oder Willkürmaßnahmen im Sinne des § 130 Abs. 1 Nr. 1 StGB setzt ein über bloßes Befürworten hinausgehendes, ausdrückliches oder konkludentes Einwirken auf andere voraus mit dem Ziel, in ihnen den Entschluss zu bestimmten Handlungen hervorzurufen […]. Gewalt- und Willkürmaßnahmen sind diskriminierende Handlungen, die den elementaren Geboten der Menschlichkeit widersprechen […]. Als Gewaltmaßnahmen kommen beispielsweise Freiheitsberaubungen, gewaltsame Vertreibungen, Pogrome oder die Veranstaltung von Hetzjagden gegen Ausländer in Betracht […]. Willkürmaßnahmen sind sonstige diskriminierende und im Widerspruch zu elementaren Geboten der Menschlichkeit stehende Behandlungen aller Art […].“
Dabei sollen nach einer Entscheidung des Bundesgerichtshofes aus dem Jahre 1984 allein die Parolen „Ausländer raus“ und „Türken raus“ noch nicht in jedem Falle bedeuten, dass dies auch gewaltsam geschehen solle, selbst wenn sie zusammen mit einem Hakenkreuz geschrieben werden; die Parole „Juden raus“ zusammen mit einem Hakenkreuz nach den Erfahrungen des Nationalsozialismus dies aber schon nahelegen. Der Bundesgerichtshof zitierte diese Rechtsprechung im Hinblick auf „Ausländer raus“ und „Türken raus“ im Jahre 2016. Das Bundesverfassungsgericht betonte, dass bei derartigen Parolen immer die Begleitumstände mit berücksichtigt werden müssten. Auch in der rechtswissenschaftlichen Literatur wird teilweise angenommen, dass Parolen wie „Juden raus“ oder „Ausländer raus“ nicht ohne Weiteres dem Auffordern zu Gewalt- oder Willkürmaßnahmen unterfallen würden. Andererseits wird jedoch darauf hingewiesen, dass unter Berücksichtigung der neueren Vergangenheit solche Parolen aber regelmäßig auf den Wunsch zu gewaltsamen Handlungen hindeuten würden, falls sie mit rechtsradikalen Symbolen wie einem Hakenkreuz verbunden seien.

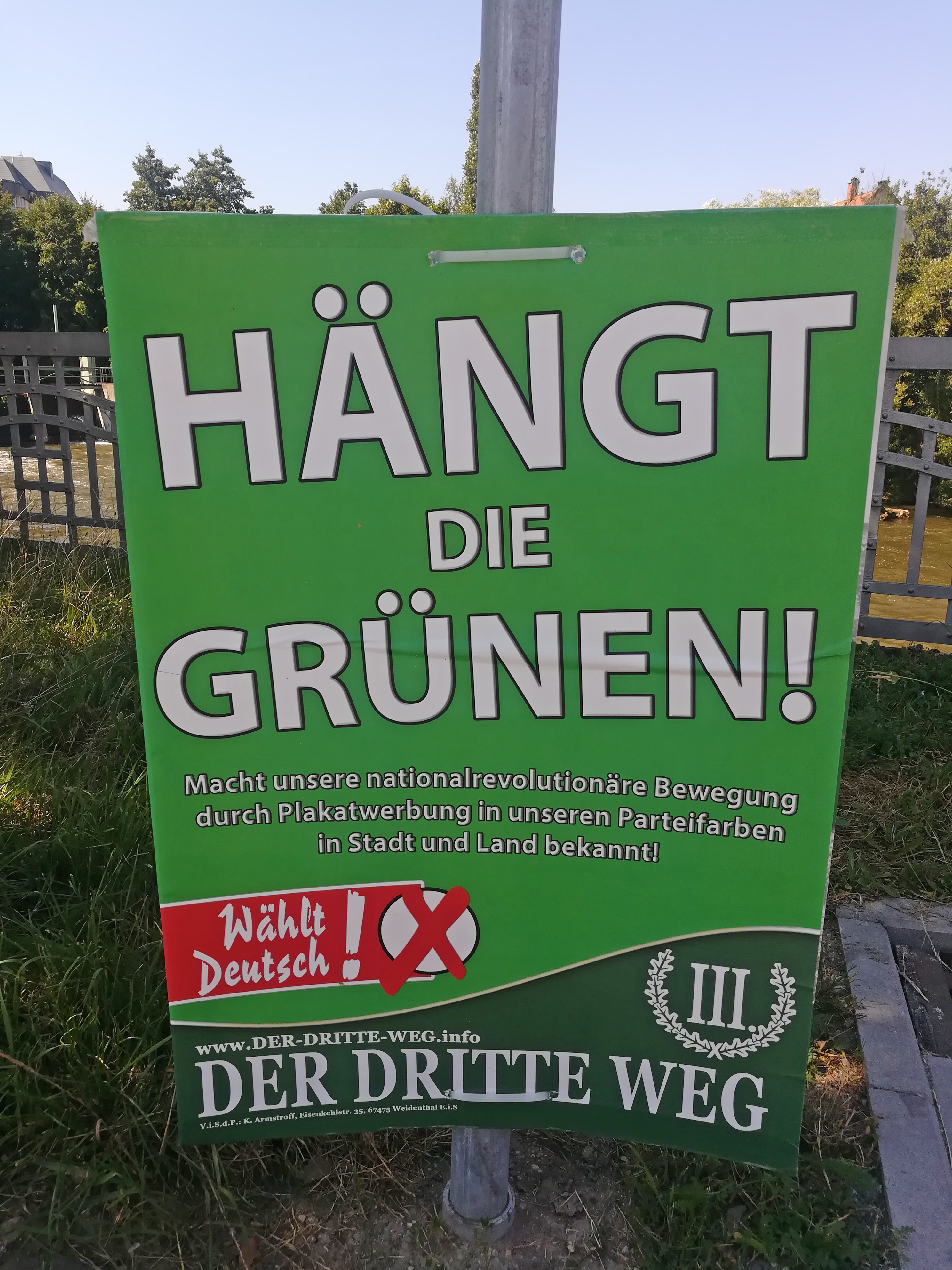
Wahlplakat der Partei Der III. Weg zur Bundestagswahl 2021

Als Volksverhetzung wurde das Aufhängen von Plakaten der rechtsextremen Partei Der III. Weg bewertet, auf denen in großen Buchstaben „Hängt die Grünen!“ stand. Mit Beschluss von 2023 verwarf das Bayerische Oberste Landesgericht die eingelegte Revision des damaligen Vorsitzenden der Partei als unbegründet mit dem Unterschied, dass der Angeklagte einer Volksverhetzung in Tateinheit mit öffentlicher Aufforderung zu Straftaten schuldig sei. Auseinandergesetzt hat sich das zuvor entscheidende Landgericht als Tatgericht dabei mit unter anderem der Auslegungsmöglichkeit, dass es sich bei „die Grünen“ um die grünfarbigen Wahlplakate der Partei Der III. Weg handeln sollte (wie im Kleingedruckten beschrieben), und dies als bloße Ausrede eingeordnet.

##### Tathandlungen des Abs. 1 Nr. 2
Die Tathandlungen der Nummer 2 des Absatzes 1 sind das Beschimpfen, böswillige Verächtlich-Machen oder Verleumden. Sie richten sich gegen „eine vorbezeichnete Gruppe, Teile der Bevölkerung oder einen Einzelnen wegen seiner Zugehörigkeit zu einer vorbezeichneten Gruppe oder zu einem Teil der Bevölkerung“. Dabei muss im Gegensatz zu den Tathandlungen der Nummer 1 dieses Absatzes auch geprüft werden, ob die Menschenwürde anderer dadurch angegriffen wird.
Bei Äußerungen ist im Sinne der Meinungsfreiheit diejenige Deutung zugrunde zu legen, die sie nach dem Verständnis eines unvoreingenommenen und verständigen Publikums objektiv hat. Bei mehrdeutigen Äußerungen sind dabei nicht strafbare Deutungsmöglichkeiten mit nachvollziehbaren und tragfähigen Gründen auszuschließen.

###### Beschimpfen, böswilliges Verächtlich-Machen, Verleumden
Beschimpfen ist „eine besonders verletzende Form der Missachtung“. Dies kann sich sowohl aus der Form ergeben, wie durch das Benutzen von besonders groben Schimpfworten, als auch durch den Inhalt, wie einem Vorwurf eines besonders verachtenswerten Verhaltens. Beschimpfen kann durch das Äußern von Tatsachenbehauptungen oder Werturteilen geschehen. Sofern Tatsachenbehauptungen allein gegenüber Dritten geäußert werden, soll einer Ansicht nach allein das Verleumden in Frage kommen. Falls die Beschimpfungen Dritter wiedergegeben werden, soll es darauf ankommen, ob der mögliche Täter sich mit diesen fremden Äußerungen identifiziert.
Ein generelles Zutrittsverbot für Ausländer soll trotz seiner diskriminierenden Wirkung nicht diesen Tatbestand erfüllen.
Verächtlich-Machen definiert der Bundesgerichtshof folgendermaßen: „Unter Verächtlichmachen ist jede auch bloß wertende Äußerung zu verstehen, durch die jemand als der Achtung der Staatsbürger unwert oder unwürdig hingestellt wird.“ Nach dem Bayerischen Obersten Landesgericht sei es so zu definieren: „Verächtlich gemacht wird, wer durch Werturteil oder Tatsachenbehauptung als der Achtung der Staatsbürger unwert oder unwürdig hingestellt wird“.
Die Böswilligkeit ist dabei ein subjektives Merkmal.
Als Verächtlich-Machen wird dabei vom Bundesgerichtshof beispielsweise die Behauptung gesehen, Juden würden ungeachtet strafrechtlicher Verbote den sexuellen Missbrauch von Kindern billigen und seien deshalb unterwertige Individuen, die nicht würdig seien, Gotteshäuser zu errichten. Nach dem Oberlandesgericht Stuttgart erfüllt auch der Vergleich von dunkelhäutigen Menschen mit Affen auf zwei Plakaten diese Handlungsform.
Verleumden definiert der Bundesgerichtshof wie folgt: „Verleumden erfordert das wider besseres Wissen aufgestellte oder verbreitete Behaupten einer Tatsache, die geeignet ist, die betroffene Gruppe in ihrer Geltung und in ihrem Ansehen herabzuwürdigen“. Durch bloße Werturteile kann ein Verleumden nicht begangen werden. Beim Verbreiten fremder Behauptungen, soll es nach überwiegender Ansicht nicht erforderlich sein, dass sich der Verbreitende mit der Behauptung identifiziere.

###### Angriff auf die Menschenwürde
Als einschränkendes Merkmal muss die Äußerung einen Angriff auf die Menschenwürde darstellen. Dabei ist nicht die Menschenwürde als Verfassungsgrundsatz gemeint, sondern die Würde der konkret betroffenen Menschen.
„Ein Angriff gegen die Menschenwürde anderer, der sich durch eine dieser Handlungen ergeben muss, setzt voraus, dass sich die feindselige Handlung nicht nur gegen einzelne Persönlichkeitsrechte wie etwa die Ehre richtet, sondern den Menschen im Kern seiner Persönlichkeit trifft, indem er unter Missachtung des Gleichheitssatzes als minderwertig dargestellt und ihm das Lebensrecht in der Gemeinschaft bestritten wird“, definiert der Bundesgerichtshof dieses Merkmal. „Ein noch weiter gehender Angriff etwa auf das biologische Lebensrecht an sich ist nicht erforderlich“. Es handelt sich dabei um „besonders qualifizierte Beeinträchtigungen, die durch ein gesteigertes Maß an Gehässigkeit und Rohheit gekennzeichnet sein müssen“.
Ein solcher Angriff auf die Menschenwürde liegt nach einer Ansicht aus der Literatur vor, wenn Juden im Sinne einer nationalsozialistischen Ideologie als nicht würdig angesehen werden, Synagogen zu errichten. Nach dem Oberlandesgericht Karlsruhe liegt ein Menschenwürdeangriff vor, wenn Asylbewerber allgemein als Parasiten und Schmarotzer dargestellt werden. Ebenfalls bejaht wurde dies für das Pamphlet „Der Asylbetrüger“: Das Bayrische Oberste Landesgericht hat darin einen Angriff auf die Menschenwürde gesehen, „daß die angesprochenen Asylbewerber in dem Flugblatt pauschal als Aidskranke, Faulenzer, Rauschgifthändler und Betrüger, die sich obendrein noch über die dummen Deutschen lustig machen, diffamiert und als Untermenschen dargestellt werden, denen letztlich die menschliche Würde abzusprechen ist“. Gleichfalls bejahte das Oberlandesgericht Zweibrücken einen Menschenwürdeangriff für das öffentliche Anbringen eines Aufklebers, auf dem eine Abbildung eines sich umarmenden Paares verschiedener Ethnien zu sehen ist mit den Worten „Rassenmischung ist Völkermord“ und „So nicht!“. Bejaht wurde ein Angriff auf die Menschenwürde aber auch vom Oberlandesgericht Hamm, wenn kurz nach ausländerfeindlichen Übergriffen aus einer Menge hinaus die Parole „Ausländer raus!“ gegrölt wird und dabei von der Menge eine schwarz-weiß-rote Flagge und eine Reichskriegsflagge mitgeführt werden und an einem Asylbewerberheim vorbeigegangen wird.

#### Eignung zur Störung des öffentlichen Friedens
Die Äußerung muss zudem geeignet sein, den öffentlichen Frieden zu stören.
Mit diesem Erfordernis wird der § 130 Abs. 1 zum Eignungsdelikt (auch genannt: potentielles Gefährdungsdelikt oder abstrakt-konkretes Gefährdungsdelikt). Erforderlich ist weder eine konkrete Gefahr noch gar eine Verletzung, aber eine vom Tatrichter zu prüfende generelle Geeignetheit der jeweiligen Handlung, den öffentlichen Frieden zu gefährden. Nach dem Bundesgerichtshof „genügt […], dass berechtigte – mithin konkrete – Gründe für die Befürchtung vorliegen, der Angriff werde das Vertrauen in die öffentliche Rechtssicherheit erschüttern, sei es auch nur bei der Bevölkerungsgruppe, gegen die er sich richtet“.
Bei der Auslegung ist die Bedeutung der Meinungsfreiheit zu beachten. Zum ebenfalls die Eignung zur Störung des öffentlichen Friedens erfordernden Absatz 3 führt das Bundesverfassungsgericht aus: „Ein legitimes Schutzgut ist der öffentliche Frieden hingegen in einem Verständnis als Gewährleistung von Friedlichkeit. Ziel ist hier der Schutz vor Äußerungen, die ihrem Inhalt nach erkennbar auf rechtsgutgefährdende Handlungen hin angelegt sind. Die Wahrung des öffentlichen Friedens bezieht sich insoweit auf die Außenwirkungen von Meinungsäußerungen etwa durch Appelle oder Emotionalisierungen, die bei den Angesprochenen Handlungsbereitschaft auslösen oder Hemmschwellen herabsetzen oder Dritte unmittelbar einschüchtern […]. Eine Verurteilung kann dann an Meinungsäußerungen anknüpfen, wenn sie über die Überzeugungsbildung hinaus mittelbar auf Realwirkungen angelegt sind und etwa in Form von Appellen zum Rechtsbruch, aggressiven Emotionalisierungen oder durch Herabsetzung von Hemmschwellen rechtsgutgefährdende Folgen unmittelbar auslösen können […]“.
Es ist nach der ganz überwiegenden Meinung nur der öffentliche Frieden in Deutschland geschützt. Allerdings kann auch ein im Ausland gehaltener Vortrag geeignet sein, den öffentlichen Frieden in Deutschland zu stören, wenn sich unter den Zuhörern solche aus Deutschland befinden.
Beim Einstellen ins Internet ist nach der wohl noch überwiegenden Meinung eine Eignung zur Störung des öffentlichen Friedens zu bejahen, auch wenn es von einer neueren Ansicht Zweifel daran gibt, ob dies angesichts der unübersehbaren Zahl der Informationen im Internet noch immer in jedem Falle anzunehmen sei.

### Absatz 2: Volksverhetzende Inhalte
Absatz 2 wird auch als allgemeiner Anti-Diskriminierungstatbestand angesehen.
Der Absatz beschreibt ein Verbreitungsdelikt, kein Äußerungsdelikt. Daher ist es für eine Strafbarkeit nicht nötig, dass sich der Täter die Aussagen zu eigen macht, unkommentiertes Weiterverbreiten reicht. Bei einer Distanzierung (etwa in Form einer Kommentierung) muss diese ernst gemeint erscheinen, um eine Strafbarkeit zu verhindern.
Das Erfordernis einer Eignung zur Friedensgefährdung wird im Absatz 2 nicht geprüft. Es liegt ein abstraktes Gefährdungsdelikt vor.
Dem Willen des Gesetzgebers folgend sind auch ausländische Gruppen (und ihnen angehörige Einzelpersonen) geschützt.

#### Tatmittel
Durch die Reform vom 2020 (siehe oben) wurde mit Wirkung ab 2021 der Begriff der Schrift(en) durch den des Inhaltes im Sinne des § 11 Abs. 3 ersetzt. Inhalte sind demnach „solche, die in Schriften, auf Ton- oder Bildträgern, in Datenspeichern, Abbildungen oder anderen Verkörperungen enthalten sind oder auch unabhängig von einer Speicherung mittels Informations- oder Kommunikationstechnik übertragen werden.“
Die frühere Nummer 2 regelte den Fall, dass jemand etwas „mittels Rundfunk oder Telemedien einer Person unter achtzehn Jahren oder der Öffentlichkeit zugänglich macht“. Dies ist nunmehr durch den weiteren Begriff des Inhaltes überflüssig geworden. Soweit nunmehr überdies auch Telefonie mit Minderjährigen Strafbarkeit begründen kann, ist dies vom Gesetzgeber nach der Gesetzesbegründung ausdrücklich so gewollt.
Die Norm wird auch auf solche Inhalte angewendet, die hergestellt wurden, bevor sie in Kraft trat. Somit umfasst sie beispielsweise auch Hitlers „Mein Kampf“.

#### Tathandlungen des Abs. 2
Die Handlungsbeschreibungen gleichen denen der Verbreitung pornographischer Inhalte (§ 184) und der folgenden Normen, so dass oft in der Kommentierung dorthin verwiesen wird.
Erfasst wird auch das Verbreiten fremder Erklärungen. Beim Absatz 2 handelt es sich nicht um ein persönliches Äußerungsdelikt. Stattdessen wird der Absatz als Verbreitungsdelikt eingeordnet. Es kommt somit nicht darauf an, ob der Täter sich eine fremde Erklärung zu eigen gemacht hat oder ob er sich auch nur mit dem Inhalt identifiziert.

##### Verbreiten, Zugänglichmachen usw. eines Inhalts (Abs. 2 Nr. 1 StGB)
Tathandlungen des § 130 Abs. 2 Nr. 1 StGB sind einen näher beschriebenen Inhalt zu verbreiten oder der Öffentlichkeit zugänglich zu machen oder einer Person unter achtzehn Jahren näher beschriebenen Inhalt anzubieten, zu überlassen oder zugänglich zu machen.
Soweit eine Strafbarkeit wegen Volksverhetzung an der Kundgabe gegenüber der Öffentlichkeit scheitert, ist allerdings seit dem 22. September 2021 eine Prüfung der Strafbarkeit wegen Verhetzender Beleidigung nach § 192a StGB zu prüfen.
Verbreiten definierte das Bundesverfassungsgericht im Jahre 2011 so: „Entscheidendes Kriterium, ob ein Verbreiten vorliegt, ist nach hergebrachtem Verständnis stets, dass eine Schrift einem größeren, nicht mehr kontrollierbaren Personenkreis zugänglich gemacht wird“. Nach dem Bundesgerichtshof kann der Personenkreis aber schon anfangs nicht mehr kontrollierbar sein, ein Erfolg in Form der weiteren Weitergabe an Dritte sei objektiv nicht erforderlich (nur subjektiv). In Bezug auf Verkörperungen ist nach einer Literaturansicht mit der Neufassung von des § 130 und § 11 StGB zum 1. Januar 2021 keine Änderung verbunden bzw. sollte dies nach dem Willen des Gesetzgebers nicht sein. Schon zuvor galt, dass die Weitergabe eines einzelnen Exemplars ausreiche, wenn dieses durch Weitergabe einem entsprechenden Kreis zugänglich gemacht werden solle (sogenannte Kettenverbreitung) oder wenn es das erste Exemplar aus einer größeren Menge von Verkörperungen sei, die an einen nicht kontrollierbaren Kreis gelangen sollen (sogenannte Mengenverbreitung). Dies soll auch nach dieser Änderung weiterhin der Fall sein.
Nach der Entscheidung des Bundesverfassungsgerichts vom 9. November 2011 ist der Begriff des „Verbreitens“ in § 130 StGB im Lichte der Meinungsfreiheit einschränkend auszulegen, so dass sich jemand, der Schriften an einen Gastwirt überlässt, in denen der Holocaust verharmlost und die alleinige Kriegsschuld Deutschlands in Frage gestellt wird, nicht ohne Weiteres der Volksverhetzung strafbar mache. Das Vorliegen einer Meinung im Sinne der Meinungsfreiheit hat das Bundesverfassungsgericht darin bejaht, weil die falschen Tatsachenbehauptungen untrennbar mit wertenden Aussagen verbunden seien.
Zugänglichmachen definierte der Bundesgerichtshof 2005 folgendermaßen: „Zugänglichmachen bedeutet, einem anderen die Möglichkeit zu eröffnen, sich durch sinnliche Wahrnehmung vom Inhalt der Schrift Kenntnis zu verschaffen. Dies kann entweder durch Wahrnehmung des Erzeugnisses in seiner Substanz oder in seinem Inhalt geschehen […]. Das Zugänglichmachen muss allerdings öffentlich erfolgen und ist dann gegeben, wenn die Möglichkeit der Wahrnehmung durch eine unbestimmte Vielzahl von innerlich nicht notwendigerweise verbundenen Personen eröffnet ist“.

##### Herstellen, Beziehen usw. eines Inhalts (Abs. 2 Nr. 2 StGB)
Tathandlungen des § 130 Abs. 2 Nr. 2 StGB sind in Bezug auf einen näher beschriebenen Inhalt das Herstellen, das Beziehen, das Liefern, das Vorrätig-Halten, das Anbieten, das Bewerben oder das Unternehmen, diesen Inhalt ein- oder auszuführen, um ihn im Sinne der Nummer 1 zu verwenden oder einer anderen Person eine solche Verwendung zu ermöglichen.
Vorrätig-Halten definiert das Bayerische Oberste Landesgericht so, „dass für das Tatbestandsmerkmal des ‚Vorrätighaltens‘ der Besitz eines Exemplars, um die Schrift zu verbreiten, genügt. Ausreichend ist auch der Besitz eines Exemplars, mit dem eine Verbreitung durch andere ermöglicht werden soll“.
Vorrätig-Halten sei nach dem Bundesgerichtshof „naheliegend“, wenn 5 Pressemappen vorhanden sind und 15 Pressevertreter eingeladen wurden.
Bewerben ersetzte mit der Reform von 2015 die Begriffe Ankündigen und Anpreisen, ohne dass nach dem Willen des Gesetzgebers damit eine inhaltliche Änderung verbunden sein sollte.

### Absatz 3: Leugnen, Billigen oder Verharmlosen einer Tat nach § 6 VStGB unter NS-Herrschaft
Der Absatz 3 wurde mit der Reform von 1994 eingeführt. Ziel war insbesondere die sogenannte einfache Auschwitz-Lüge als Völkermord strafbar zu machen (und nicht nur nach den Beleidigungsdelikten); der Anwendungsbereich geht aber darüber wesentlich hinaus. Durch die einschränkende Eignungsklausel wird der Tatbestand zum Eignungsdelikt.
Alle Tathandlungen des Absatz 3 sind Äußerungsdelikte, daher muss der Täter grundsätzlich eine eigene Erklärung tätigen. Sofern er fremde Äußerungen wiederholt, muss sich ausdrücklich oder aus den Umständen ergeben, dass er sich die Erklärungen zu eigen gemacht hat. Fehlt dies, kommt lediglich eine Strafbarkeit nach Absatz 5 in Betracht.

#### Tathandlungen des Abs. 3
Die Tathandlungen des Absatzes 3 sind das Billigen, das Leugnen und das Verharmlosen.

##### Billigen
Billigen ist das ausdrückliche oder konkludente Gutheißen einer konkreten Tat. „Das ist der Fall, wenn der Täter die Gewalttaten als richtig, akzeptabel oder notwendig hinstellt, sich hinter die Willkürmaßnahmen stellt oder seine zustimmende Befriedigung äußert […] Dabei muss die zustimmende Kundgebung aus sich heraus verständlich und als solche unmittelbar, ‘ohne Deuteln’, erkennbar sein“, definierte das Oberlandesgericht Brandenburg 2017 diese Tathandlung.
Die Tathandlung des Billigens ist dabei nicht auf mündliche Äußerungen begrenzt. Das Oberlandesgericht Brandenburg bejahte ein Billigen auch für das Zeigen eines Tattoos, auf dem der obere Teil des Torgebäudes des ehemaligen Vernichtungslagers Auschwitz-Birkenau abgebildet war und unter dem der Spruch „Jedem das Seine“ stand.

##### Leugnen
Unter „Leugnen ist das Bestreiten, Inabredestellen oder Verneinen der historischen Tatsache einer solchen Handlung zu verstehen“, definiert das Bundesverwaltungsgericht. Meist wird diese Tathandlung bejaht beim einfachen oder qualifizierten Bestreiten des Holocausts.

##### Verharmlosen
„Ein Verharmlosen liegt vor, wenn der Äußernde die Anknüpfungstatsachen für die Tatsächlichkeit der NS-Gewalttaten herunterspielt, beschönigt oder in ihrem wahren Gewicht verschleiert […]: Nicht erforderlich ist das Bestreiten des Völkermords als historisches Gesamtgeschehen, es genügen ein ‚Herunterrechnen der Opferzahlen‘ und sonstige Formen des Relativierens oder Bagatellisierens seines Unrechtsgehalts […], wobei es sich dann um eine abgeschwächte Form des Leugnens handelt“, definierte der Bundesgerichtshof 2004 die Tathandlung des Verharmlosens. Verharmlosen in diesem Sinne liegt nicht nur vor, wenn explizit herunterspielt oder beschönigt wird, sondern in allen denkbaren Facetten agitativer Hetze wie auch verbrämter diskriminierender Missachtung.
Werden allerdings nur die Zahlen der Völkermordopfer am Rande des wissenschaftlich Belegbaren angezweifelt, soll das nach einer Begründung des Bundesgerichtshofes und einer Ansicht in der Literatur noch nicht für ein Verharmlosen ausreichen. Nach einer Entscheidung des Bayerischen Obersten Landesgerichtes von 2023 kann ein Verharmlosen dadurch geschehen, dass ein individuelles Schicksal mit NS-Opfer-Schicksalen gleichgesetzt werde. Bereits 2020 hatte das Bayerische Oberste Landesgericht eine Verurteilung wegen Volksverhetzung nach § 130 Abs. 3 StGB in der Form des Verharmlosens bestätigt, bei der der Verurteilte suggeriert hatte, mit der Verfolgung und Vernichtung der Juden im NS-Staat vergleichbar würde gegen die AfD gehetzt (mit Hilfe eines Plakats bzw. Twitter-Postings mit einem Judenstern). Die dagegen eingelegte Verfassungsbeschwerde verwarf das Bundesverfassungsgericht 2021. 2022 lehnte der Europäische Gerichtshof für Menschenrechte die entsprechende Individualbeschwerde ab. 2023 sah es das Bayerische Oberste Landesgericht als Verharmlosen in diesem Sinne an, dass der Angeklagte ein KZ-Eingangstor darstellte, auf dem der Schriftzug „Impfen nacht frei“ vermerkt war und neben dem zwei schwarz uniformierte Männer jeweils mit einer überdimensionierten Spritze in der Hand standen (versehen mit dem Kommentar: „Alles schon mal dagewesen“). 2025 bestätigte der Bundesgerichtshof eine Verurteilung des Landgerichts Köln wegen Volksverhetzung in der Handlungsvariante des Verharmlosens des NS-Völkermordes in einem Fall, in dem der Angeklagte unter anderem eine Abbildung des Eingangs eines Konzentrationslagers mit der Aufschrift „Impfen macht frei“ auf Facebook gepostet hatte.

#### Unter NS-Herrschaft begangener Völkermord
Die Tathandlung (Billigen, Leugnen oder Verharmlosen) muss sich auf „eine unter der Herrschaft des Nationalsozialismus begangene Handlung der in § 6 Abs. 1 des Völkerstrafgesetzbuches bezeichneten Art“ beziehen (also auf einen Völkermord). Die Formulierung „der […] bezeichneten Art“ soll dabei ausdrücken, dass es den § 6 VStGB zur Zeit des Nationalsozialismus noch nicht gab. Bei Judensternen, bei denen das Wort Jude durch die Wörter nicht geimpft ersetzt wurde, scheitere eine Volksverhetzung an der Verharmlosung gerade eines Völkermordes. Nach vom Oberlandesgericht Frankfurt am Main und vom Oberlandesgericht Braunschweig bestätigter Ansicht stellt die im NS-Staat 1941 begründete Verpflichtung der Juden zum Tragen des Judensterns für sich genommen noch keinen Völkermord dar.
Der Bezug auf den Völkermord des § 6 VStGB bedeute eine Einschränkung auf „eine nationale, rassische, religiöse oder ethnische Gruppe“ bzw. deren Mitglieder. Somit fallen der Holocaust an den Juden und die Völkermorde an den Sinti und Roma (vgl. Porajmos), den Polen, Russen und sonstigen Ethnien der damaligen Sowjetunion unter diesen Begriff. Nicht erfasst sei jedoch die systematische Ermordung und Sterilisierung von Behinderten unter dem Nationalsozialismus (vgl. Krankenmorde in der Zeit des Nationalsozialismus), da Behinderte keine solche in § 6 VStGB genannte Gruppe bilden.
Erfasst sind vom Tatbestand dagegen nicht nur staatlich organisierte Völkermorde, sondern auch Aktionen von Einzelnen, sofern sie sich gerade gegen einen Angehörigen der genannten Gruppen aufgrund dessen Angehörigkeit richten und nicht aus sonstigen persönlichen Gründen verübt wurden.

#### Öffentlich oder in einer Versammlung
Die Tat muss „öffentlich oder in einer Versammlung“ begangen worden sein.
Öffentlich geschieht die Tathandlung nach einer Entscheidung des Bundesgerichtshofs aus dem Jahre 2000, wenn sie „für einen nach Zahl und Individualität unbestimmten Kreis von Personen unmittelbar wahrnehmbar“ ist. Dies ist beispielsweise bei frei abrufbaren Äußerungen im Internet einschließlich sozialer Netzwerke regelmäßig der Fall.
Versammlung ist nach einer Literaturansicht eine für einen bestimmten Zweck räumlich zusammenkommende Personenmehrheit. Dabei soll bereits eine begrenzte Anzahl von Personen genügen. Auch der Bundesgerichtshof sieht dies so: „zur Erfüllung des Merkmals ‚Versammlung‘ genügt eine räumlich zu einem bestimmten Zweck vereinigte Personenmehrheit, dabei kann es sich auch um einen begrenzten Personenkreis handeln“. Wie groß der Personenkreis sein muss, ist umstritten. Es werden beispielsweise 10 Personen für ausreichend angesehen. Einer Auffassung nach sind private Zusammenkünfte im Freundes- oder Familienkreis dabei nicht als Versammlung anzusehen. Dies wird aus dem „primären Tatort“ öffentlich und aus dem Schutzgut des öffentlichen Friedens abgeleitet.

#### Eignung zur Störung des öffentlichen Friedens
Wie bei Absatz 1 ist bei Absatz 3 eine Eignung zur Störung des öffentlichen Friedens zu verlangen. Hierzu sind die bei Absatz 1 bei der Eignung zur Störung des öffentlichen Friedens genannten Grundsätze sinngemäß anzuwenden.
Nach dem Bundesverfassungsgericht kann bei Absatz 3 eine Eignung zur Störung des öffentlichen Friedens in der Regel vermutet werden, soweit die übrigen Tatbestandsmerkmale bereits im Sinne dieser Friedensstörung ausgelegt wurden. Dies gilt jedoch nur für die Handlungsvarianten des Billigens und Leugnens, beim Verharmlosen muss dagegen die Eignung zur Störung des öffentlichen Friedens gesondert geprüft und festgestellt werden.

### Absatz 4: Billigen, Verherrlichen oder Rechtfertigen der NS-Gewalt- und Willkürherrschaft
Der Absatz 4 enthält drei Handlungsvarianten: Billigen, Verherrlichen oder Rechtfertigen, diese betreffen jeweils die nationalsozialistische Gewalt- und Willkürherrschaft. Die Handlungen müssen für eine Strafbarkeit öffentlich oder in einer Versammlung sowie unter Verletzung der Würde der Opfer begangen werden.
Der Absatz ist wie geschrieben durch die Reform von 2005 eingeführt worden und stellt mit dem Erfordernis der Verletzung des Friedens ein Erfolgs- bzw. Verletzungsdelikt dar.
Absatz 4 stellt ein persönliches Äußerungsdelikt dar. Fremde Erklärungen muss sich der Täter daher zu eigen gemacht haben, sofern sie zu einer Strafbarkeit nach diesem Absatz führen sollen.

#### Nationalsozialistische Gewalt- und Willkürherrschaft
Die Äußerungen müssen sich auf die Nationalsozialistische Gewalt- und Willkürherrschaft beziehen. Hierin sind nicht politische Überzeugungen, sondern reale menschenrechtswidrige Taten in dieser Zeit zu verstehen.
Das Bundesverfassungsgericht schreibt dazu 2009: „Bestraft wird damit das Gutheißen nicht von Ideen, sondern von realen Verbrechen, die in der Geschichte einmalig und an Menschenverachtung nicht zu überbieten sind.“ sowie weiterhin: „Nach diesen Grundsätzen ist für eine Verwirklichung des § 130 IV StGB erforderlich, dass die mit dieser Vorschrift erfasste Gutheißung erkennbar gerade auf den Nationalsozialismus als historisch reale Gewalt- und Willkürherrschaft bezogen ist. Verstanden als zusammengehöriger Begriff, der die für das NS-Regime kennzeichnenden Menschenrechtsverletzungen […] und damit geschichtlich reale Willkürakte von verbrecherischer Qualität umschreibt, bezeichnet er Rechtsverletzungen, deren zustimmende Evozierung in der Öffentlichkeit oder einer Versammlung eine potenzielle Wiederholbarkeit real werden lässt und die Friedlichkeit der politischen Auseinandersetzung gefährden kann. Demgegenüber reicht für die Erfüllung dieses Tatbestands nicht jedwede Zustimmung zu Geschehnissen dieser Zeit oder eine Gutheißung allgemein nationalsozialistischen Gedankenguts. So genügt etwa eine falsche Geschichtsinterpretation oder das Bekenntnis zur nationalsozialistischen Ideologie für eine Bestrafung nach § 130 IV StGB nicht.“

#### Tathandlungen des Abs. 4
Die nationalsozialistische Gewalt- und Willkürherrschaft muss gebilligt, verherrlicht oder gerechtfertigt werden.

##### Billigen
Billigen ist wie in Absatz 3 mit dem ausdrücklichen oder schlüssigen Gutheißen gleichzusetzen (siehe oben).
Vorbehaltlose Zustimmung ist nach dem Willen des Gesetzgebers nicht nötig; es reiche dass die Menschenrechtsverletzungen als bedauerlich, aber unvermeidlich dargestellt werden.
Anders als in Absatz 2 soll nach dem Gesetzgeber auch eine konkludente Billigung der gesamten nationalsozialistischen Gewalt- und Willkürherrschaft (einschließlich der Menschenrechtsverletzungen) dadurch geschehen, dass deren Repräsentanten gebilligt werden. Dabei soll dies aber nach dem Bundesverwaltungsgericht und dem Bundesverfassungsgericht von den Fällen unterschieden werden, in denen nur positive Wertungen hinsichtlich einer Person abgegeben werden, ohne dass diese als Repräsentant des Unrechtsregimes gebilligt werde.

##### Verherrlichen
Verherrlichen soll nach dem Gesetzgeber wie in § 131 Abs. 1 StGB zu verstehen sein. Es erfasse „daher das Berühmen der NS-Gewalt- und Willkürherrschaft als etwas Großartiges, Imponierendes oder Heldenhaftes“. Auch diese solle in der Form des Verherrlichen der Repräsentanten des Regimes geschehen können.

##### Rechtfertigen
„Die Tathandlung des Rechtfertigens bezeichnet das Verteidigen der die NS-Gewalt- und Willkürherrschaft kennzeichnenden Menschenrechtsverletzungen als notwendige Maßnahmen“, lautet die Formulierung der gesetzgeberischen Begründung. Auch dies soll über das Rechtfertigen der Handlungen eines Repräsentanten geschehen können.

#### Öffentlich oder in einer Versammlung
Die Äußerungen wie im Absatz 3 öffentlich oder in einer Versammlung begangen werden. Hinsichtlich der Voraussetzungen kann daher auf Absatz 3 verwiesen werden.

#### Unter Verletzung der Würde der Opfer
Das Merkmal „in einer die Würde der Opfer verletzenden Weise“ bezieht sich entgegen der missverständlichen Stellung auf die Handlungsvarianten Billigen, Verherrlichen oder Rechtfertigen. Nach der ganz überwiegenden Meinung ist hier nicht eine besondere Form der Ehre gemeint, sondern tatsächlich die Menschenwürde. Die Würdeverletzung soll aber beim Verwirklichen der Handlungsvarianten in der Regel ebenfalls vorliegen. Diese Ansicht ist nach dem Bundesverfassungsgericht verfassungsrechtlich nicht zu beanstanden.

#### Störung des öffentlichen Friedens
Es muss beim Tatbestand des Absatzes 4 zu einer konkreten Störung des öffentlichen Friedens gekommen sein, im Unterschied zu dem Absatz 1 und 3 reicht eine bloße Eignung zur Friedensstörung nicht aus. Dies empirisch festzustellen, wird als problematisch anzusehen.
Nach einer Entscheidung des Bundesverfassungsgerichts aus dem Jahre 2009 soll dieses Merkmal lediglich als Korrektiv dienen. Aus der Verwirklichung des sonstigen Tatbestandes könne auf die Störung des öffentlichen Friedens geschlossen werden. Das Merkmal diene „primär der Erfassung untypischer Situationen, in denen die Vermutung der Friedensstörung aufgrund besonderer Umstände nicht trägt und sich deshalb die Meinungsfreiheit durchsetzen“ müsse. Dass dies die Probleme löse, wird in der Literatur (insbesondere im Hinblick auf das Schuldprinzip) angezweifelt.

### Absatz 6: Verbreiten von Inhalten im Sinne der Abs. 3 bis 5
„Absatz 2 gilt auch für einen in den Absätzen 3 bis 5 bezeichneten Inhalt (§ 11 Absatz 3).“
Hierbei handelt es sich um ein Verbreitungsdelikt [ergänze: und kein Äußerungsdelikt]. Es ist also für eine Strafbarkeit nicht nötig, dass sich der Täter die Aussagen zu eigen macht.
Der Strafrahmen ist der des Absatzes 2 (Freiheitsstrafe bis zu drei Jahren oder Geldstrafe) und nicht des Absatzes 3 oder 4. Kritisiert wird eine Inkonsequenz in den verschiedenen Strafrahmen: Im Vergleich zu Absatz 3 sei der Strafrahmen des damaligen Absatz 5 [jetzt Absatz 6] deutlich geringer, wohingegen der Strafrahmen des damaligen Absatzes 5 [jetzt Absatz 6] dem des Absatzes 4 entspreche.

## Subjektiver Tatbestand
Alle Straftatbestände erfordern den Vorsatz des Täters, außer es ist ausdrücklich auch fahrlässiges Handeln strafbar (§ 15 StGB). Aus § 16 StGB folgt dabei: Bezugspunkt des Vorsatzes sind die Bestandteile des objektiven Tatbestandes, der Vorsatz ist somit Spiegelbild des objektiven Tatbestandes. Oder genauer gesagt: Die Umstände, die Gegenstand von Vorsatz sind, müssen auf einen gesetzlichen Tatbestand, im Sinne des objektiven Tatbestandes, bezogen sein. Von der Rechtsprechung wird Vorsatz ähnlich definiert als „Wille zur Verwirklichung eines Straftatbestandes in Kenntnis aller seiner Tatumstände“.
Der Vorsatz ist dabei Mindestbestandteil des subjektiven Tatbestandes. Darüber hinaus erfordern manche Tatbestände noch zusätzliche subjektive Tatbestandsmerkmale als besondere subjektive Unrechtsmerkmale.

### Vorsatz im Allgemeinen
Im Allgemeinen genügt bei der Volksverhetzung der Eventualvorsatz (dolus eventualis).
Wo eine Eignung zu Friedensstörung erforderlich ist, muss sich der Vorsatz auch auf diese beziehen. Dabei ist aber keine besondere Vorsatzform erforderlich: Es reicht ebenfalls bedingter Vorsatz. Selbst dieser kann allerdings fehlen, wenn der Täter annimmt, seine Äußerung in einem kleinen Adressatenkreis werde nicht über diesen hinaus bekannt werden.

### Der Vorsatz unbelehrbarer Täter
Ein besonderes Problem stellen bei der Volksverhetzung unbelehrbare Täter dar, die von der Wahrheit der von ihnen geäußerten falschen Tatsachen überzeugt sind.
Eine Ansicht in der Literatur lehnt in diesen Fällen den Vorsatz hinsichtlich eines Leugnens, aber auch eines Verharmlosens ab.
Der Bundesgerichtshof verlangte 2002 zum Vorsatz beim Leugnen lediglich, dass der Täter bewusst abstreitet und dass dem Täter bekannt ist, dass die geleugnete Tatsache historisch anerkannt ist:

„Der Gesetzgeber wollte mit der Strafnorm des § 130 III StGB gerade auch Unbelehrbaren begegnen […]. Danach ist als vorsätzliches Leugnen im Sinne dieses Tatbestands das bewusste Abstreiten des bekanntermaßen historisch anerkannten Holocaust ausreichend. Eine ‚bewusste Lüge‘ wird nicht verlangt […]. Deren Fehlen ist selbst für die Strafzumessung ohne Bedeutung […].“

Nach einer ähnlichen Auffassung in der Rechtslehre wird für eine Strafbarkeit nur gefordert, dass der Täter sich bewusst sei, dass seine Behauptung im Widerspruch zu der Ansicht über allgemein anerkannte Tatsachen stehe und dass er mit seiner Äußerung im Gegensatz zu dem allgemein anerkannten Achtungsanspruch der Opfer stehe.
Gegen diese Auffassung des Bundesgerichtshofes aus dem Jahre 2002 wird in der strafrechtlichen Literatur eingewandt, diese Auffassung bedinge im Grunde eine Modifikation des Vorsatzbegriffs und verstoße gegen das Schuldprinzip.
Unterstützend zu dieser Ansicht des Bundesgerichtshofes aus 2002 wird von anderer Seite in Literatur argumentiert, es sei nicht ein Lügen, sondern lediglich ein „Leugnen“ erforderlich. Dafür, dass dies nicht gegen die Wortlautgrenze der Auslegung verstoße (vgl. nulla poena sine lege stricta) wird angeführt, dass auch ein Atheist die Existenz Gottes im allgemeinen Wortgebrauch leugnen könne.
Auf ein ähnliches Ergebnis wie der Bundesgerichtshof dürfte in vielen Fällen eine andere Meinung in der Literatur kommen. Diese Ansicht betont, dass auch beim Leugnen nur bedingter Vorsatz hinsichtlich der Wahrheitswidrigkeit der Tatsachenbehauptung ausreiche.
In einer Entscheidung des Bundesgerichtshofes im Jahre 2019 nimmt dieser keine Besonderheiten für den Vorsatz des Leugnens mehr an und betont dagegen, dass angesichts der allgemeinen Akzeptanz des Holocaust nur geringe Anforderungen bestehen würden, unter Berücksichtigung der Offenkundigkeit dieser Tatsache einen bedingten Vorsatz anzunehmen:

„Die unter dem Gesichtspunkt des rechtlichen Prüfungsmaßstabs diskutierte Vorsatzproblematik betrifft im Wesentlichen die Beweiswürdigung. Insoweit kommt die Annahme von zumindest bedingtem Leugnungsvorsatz regelmäßig auch bei Tätern in Betracht, welche die Realität bewusst ignorieren und nicht wahrhaben wollen, dass es sich bei dem Holocaust um eine historische Tatsache handelt, zumal die Anforderungen an den Nachweis, dass der Täter die Unwahrheit seiner Behauptung wenigstens für möglich hält und billigend in Kauf nimmt, in Anbetracht der Offenkundigkeit des nationalsozialistischen Massenmordes in der Regel eher gering sind“

### Besondere subjektive Merkmale, Vorsatzformen und Absichten
Bei der besonderen Tathandlungsvariante des Anstachelns zum Hass in Absatz 1 ist schon vom Wortsinn her eine besondere subjektive Haltung zu fordern. Hier muss zielgerichteter Wille, also Absicht vorliegen. Ebenso wird dies beim Auffordern zu Gewalt- oder Willkürmaßnahmen angenommen.
Nach dem Oberlandesgericht Stuttgart ist böswillig im Sinne vom böswilligen Verächtlich-Machen in Absatz 1 eine Äußerung, „wenn sie aus feindseliger Gesinnung, in der Absicht zu kränken, vorgebracht wird“. Allerdings ist für eine Strafbarkeit nicht erforderlich, dass der Täter seine Äußerung selbst als böswillig bewertet; es reicht der Vorsatz hinsichtlich der Tatsachen, die diese Bewertung begründen.
Hinsichtlich des Verbreitens in Absatz 2 ist bei der Kettenverbreitung und Massenverbreitung über den objektiven Tatbestand hinaus eine subjektive Komponente erforderlich, die auf die Verbreitung an weitere Personen gerichtet ist. Ob hinsichtlich dieser zusätzlichen subjektiven Komponente bei der Kettenverbreitung jede Vorsatzform ausreichend sei oder ob Absicht erforderlich sei, hat der Bundesgerichtshof 2017 ausdrücklich offengelassen. Von einer Ansicht in der Literatur wird in diesem Fall ein Rechnen mit der Weitergabe an eine größere, nicht mehr zu kontrollierende Zahl von Personen für ausreichend gehalten. Ähnlich sieht dies 2023 das Oberlandesgericht Frankfurt am Main, fordert allerdings auch eine Willenskomponente des bedingten Vorsatzes mindestens im Sinne des Damit-Abfindens.
Bei den Vorbereitungshandlungen des Absatzes 2 muss die Absicht des Verbreitens vorliegen.

## Absatz 8: Tatbestandsausschluss durch Sozialadäquanzformel
Nach Absatz 8 gilt die sogenannten Sozialadäquanzformel des § 86 Abs. 3 StGB (also aus der Norm über das Verbreiten von Propagandamitteln verfassungswidriger und terroristischer Organisationen) entsprechend in „Fällen des Absatzes 2, auch in Verbindung mit den Absätzen 6 und 7, sowie in den Fällen der Absätze 3 bis 5“. Absatz 1 fehlt demnach im Anwendungsbereich der Sozialadäquanzformel. Absätze 2 bis 7 gelten somit nach dem Wortlaut des § 86 StGB nicht, „wenn die Handlung der staatsbürgerlichen Aufklärung, der Abwehr verfassungswidriger Bestrebungen, der Kunst oder der Wissenschaft, der Forschung oder der Lehre, der Berichterstattung über Vorgänge des Zeitgeschehens oder der Geschichte oder ähnlichen Zwecken dient.“
Beim Vorliegen der Voraussetzungen der Sozialadäquanzformel wird bereits die Tatbestandsmäßigkeit ausgeschlossen, nicht erst beispielsweise die Rechtswidrigkeit oder die Schuld. Ist die Sozialadäquanzformel erfüllt, liegt daher schon kein rechtfertigungsbedürftiges strafwürdiges Verhalten vor.
Nach einer Ansicht soll dieser Tatbestandsausschluss nur in Ausnahmefällen von Relevanz sein, in der Regel werde es in diesen Fällen schon an der Eignung zur Friedensstörung (Abs. 3), an der vollendeten Friedensstörung (Abs. 4) bzw. am tatbestandsmäßigen Aufstacheln (Abs. 2) fehlen. Nach einer anderen Ansicht soll die Sozialadäquanzformel angesichts der Weite des Tatbestandes nötig sein, insbesondere um die Meinungsfreiheit zu gewährleisten.
Handeln als Strafverteidiger soll nach dem Bundesgerichtshof grundsätzlich auch „ähnlichen Zwecken“ dienen können. Daher sei der Tatbestand der Volksverhetzung auf Handlungen zur Verteidigung des Mandanten grundsätzlich nicht anzuwenden, wenn dem Mandanten eine Volksverhetzung zur Last gelegt werde. Dies bedeutete jedoch keinen „Freibrief“ für Strafverteidiger. Denn es gebe auch Ausnahmen. Diese fasst der BGH so zusammen: „Eine Ausnahme gilt nur dann, wenn die Erklärung des Verteidigers ohne jeden Bezug zur Verteidigung ist oder sich als verteidigungsfremdes Verhalten erweist, das sich lediglich den äußeren Anschein der Verteidigung gibt, tatsächlich aber nach den Maßstäben des Strafverfahrensrechts und des materiellen Strafrechts nichts zu solcher beizutragen vermag.“ Insbesondere gelte diese Ausnahme (mit der Folge einer möglichen Strafbarkeit) für die Beweisbehauptung im Rahmen eines Beweisantrages, in Auschwitz und Auschwitz-Birkenau seien keine Menschen durch Giftgas getötet worden.
Das Oberlandesgericht Stuttgart sah es 2006 als sozialadäquant an, dass der Betreiber einer Internetseite im Rahmen einer „über 100 Seiten starke[n] Dokumentation über geplante und erlassene Sperrungen von Internetseiten“ Hyperlinks zu nationalsozialistischen Propagandaseiten setzte, um eine Verwendung der „Inhalte der verlinkten Seiten zum Zweck der Aufklärung und Meinungsbildung“ über Zensur und Informationskontrolle zu ermöglichen. In der strafrechtlichen Literatur wird dieses Urteil zustimmend zitiert, wobei angenommen wird, der Betreiber habe sich von den verlinkten Inhalten ausdrücklich distanziert.

## Anwendung auf Auslandstaten (Strafanwendungsrecht)
Straftaten, die gemäß § 130 StGB im Ausland begangen werden, gleich ob von deutschen Staatsangehörigen oder von Ausländern, konnten und können wie eine Inlandsstraftat verfolgt werden, wenn ihr „Erfolg“ (auch) im Inland eintritt (§ 3, § 9 StGB). Dies war nach einem Urteil des Bundesgerichtshofs aus dem Dezember 2000 auch in dem Fall der Holocaustleugnung dann der Fall, wenn sie den öffentlichen Frieden in Deutschland beeinträchtigen und die Menschenwürde von erkennbaren Minderheiten in Deutschland verletzen. So reiche es zum Beispiel aus, dass ein strafbarer Inhalt über das Internet, zum Beispiel in Form einer HTML-Seite, von Deutschland aus abrufbar war. Daraus ergab sich zum Beispiel die Zuständigkeit deutscher Gerichte für Volksverhetzungsdelikte, die vom Ausland aus begangen werden. Deshalb wurde zum Beispiel der Holocaustleugner Ernst Zündel für volksverhetzende Propaganda, die er von den USA bzw. Kanada aus im Internet veröffentlicht hatte, im Februar 2007 vom Landgericht Mannheim verurteilt. In der Rechtswissenschaft wurde die Entscheidung kritisiert: Zum einen müssten angesichts des Legalitätsprinzips nun eigentlich die Staatsanwaltschaften hinsichtlich einer unübersehbaren Zahl von Internetseiten ermitteln, zum anderen habe der Bundesgerichtshof im Rahmen des Strafanwendungsrechts eine Auslegung zum Erfolgsbegriff vertreten, die der allgemeinen Dogmatik von den Gefährdungsdelikten widerspreche, da Eignungsdelikte (vgl. Wortlaut der Absätze 1 und 3 der Volksverhetzung: „in einer Weise, die geeignet ist, den öffentlichen Frieden zu stören“) danach zu den abstrakten Gefährdungsdelikten zählen würden, bei denen eben kein Erfolg zum Tatbestand gehöre.
Im Mai 2016 entschied allerdings ein anderer, inzwischen zuständiger Senat des Bundesgerichtshofes gegen die quasi universelle Strafbarkeit einer Volksverhetzung im Ausland nach deutschem Recht. Die Eignung zur Störung des öffentlichen Friedens im Sinne von § 130 Abs. 3 StGB umschreibe keinen zum Tatbestand gehörenden Erfolg. Daher könne eine Inlandstat nach dem Recht Deutschlands durch die Störung des öffentlichen Friedens in Deutschland nicht begründet werden. Die Tat sei allerdings im konkreten Falle dennoch nach dem Recht Deutschlands strafbar, da der Täter Deutscher sei und die Tat auch am Tatort (Schweiz) strafbar sei.
Im Hinblick auf diese neue Rechtsprechung initiierte das Bundesjustizministerium mit dem Referentenentwurf vom September 2019 ein neues Gesetzesvorhaben. Das endgültige Gesetz wurde im November 2020 vom Bundestag beschlossen und im Dezember 2020 verkündet. Die Gesetzesänderungen traten im 1. Januar 2021 in Kraft.
Zur Anwendbarkeit dieser neuen Sonderregelung auf Auslandstaten muss die Tat nach neuer Rechtslage aber geschehen „in einer Weise, die geeignet ist, den öffentlichen Frieden zu stören“, zudem „im Inland wahrnehmbar verbreitet oder der inländischen Öffentlichkeit zugänglich gemacht“ werden und „der Täter Deutscher“ sein oder „seine Lebensgrundlage im Inland“ haben. (§ 5 Nr. 5a Buchst. b StGB neuer Fassung) Die Gesetzesbegründung zeigt allerdings Tendenzen dahin, dass die Norm so zu interpretieren sei, dass „bei Inlands- und Auslandstaten von vorneherein auch keine unterschiedlichen Anforderungen an Zeitpunkt und Art des Nachweises dieser Merkmale bestünden.“
Neben dieser neuen Sonderregelung besteht weiterhin die Möglichkeit einer Anwendbarkeit des Strafrechts Deutschlands, wenn die Tat auch am ausländischen Tatort mit Strafe bedroht ist. (Vgl. § 7 Abs. 2 StGB)

## Einzelbelege
1. ↑  Friedrich Kluge, Alfred Götze: Etymologisches Wörterbuch der deutschen Sprache. 20. Auflage, hrsg. von Walther Mitzka, De Gruyter, Berlin / New York 1967; Neudruck („21. unveränderte Auflage“) ebenda 1975, ISBN 3-11-005709-3, S. 306 (hetzen).
2. 1 2  Geändert durch Art. 4 des Gesetzes zur Änderung des Bundeszentralregistergesetzes und des Strafgesetzbuches vom 4. Dezember 2022 (BGBl. 2022 I S. 2146), in Kraft getreten am 9. Dezember 2022; § 130 Volksverhetzung. In: Strafgesetzbuch / dejure.de. Abgerufen am 9. Dezember 2022.
3. ↑  Bundesministerium des Innern und für Heimat/Bundeskriminalamt (Hrsg.): Politisch motivierte Kriminalität im Jahr 2023 : Bundesweite Fallzahlen. 21. Mai 2024, S. 6 (bmi.bund.de [PDF]).
4. ↑  Bundesministerium des Innern und für Heimat/Bundeskriminalamt (Hrsg.): Politisch motivierte Kriminalität im Jahr 2022 : Bundesweite Fallzahlen. 21. April 2023, S. 6 (bmi.bund.de [PDF]).
5. ↑  Bundesministerium des Innern und für Heimat/Bundeskriminalamt (Hrsg.): Politisch motivierte Kriminalität im Jahr 2021 : Bundesweite Fallzahlen. 10. Mai 2022, S. 6 (bmi.bund.de [PDF]).
6. ↑  Bundesministerium des Inneren, für Bau und Heimat/Bundeskriminalamt (Hrsg.): Politisch motivierte Kriminalität im Jahr 2020. Bundesweite Fallzahlen. 4. Mai 2021, S. 4 (bmi.bund.de [PDF]).
7. ↑  Jürgen Schäfer, Stephan Anstötz In: Münchener Kommentar zum StGB. 4. Auflage 2021, StGB § 130 Rn. 1.
8. ↑  Heribert Ostendorf, Milan Kuhli in: Kindhäuser/Neumann/Paeffgen/Saliger: Strafgesetzbuch. 6. Auflage 2023, StGB § 130 Rn. 4.
9. ↑  Detlev Sternberg-Lieben, Ulrike Schittenhelm In: Schönke/Schröder Strafgesetzbuch. 30. Auflage 2019, StGB § 130 Rn. 1.
10. ↑  Karsten Altenhain In: Matt/Renzikowski, Strafgesetzbuch. 2. Auflage 2020, StGB § 130 Rn. 3 mit weiteren Nachweisen.
11. 1 2 3 4  Peter Rackow In: v. Heintschel-Heinegg, Kudlich: BeckOK StGB. 63. Edition, Stand: 1. August 2024, StGB § 130 Rn. 11.
12. 1 2  Matthias Krauß: StGB § 130. Rn. 2 In: Strafgesetzbuch. Leipziger Kommentar. 13. Auflage. Band 8 §§ 123–145d. De Gruyter, Berlin/Boston 2021.
13. 1 2  BGH, Urteil vom 12. Dezember 2000, Az. 1 StR 184/00, NJW 2001, 624 (628) = BGHSt 46, 212, Zitat: „Das Äußerungsdelikt nach § 130 I StGB schützt Teile der inländischen Bevölkerung schon im Vorfeld von unmittelbaren Menschenwürdeverletzungen […]“.
14. ↑  Jürgen Schäfer, Stephan Anstötz In: Münchener Kommentar zum StGB. 4. Auflage 2021, StGB § 130 Rn. 3 unter Verweis auf BT-Drs. 12/6853 S. 24.
15. ↑  Rahmenbeschluss 2008/913/JI des Rates vom 28. November 2008 zur strafrechtlichen Bekämpfung bestimmter Formen und Ausdrucksweisen von Rassismus und Fremdenfeindlichkeit
16. 1 2  Matthias Krauß: StGB § 130. Rn. 9 In: Strafgesetzbuch. Leipziger Kommentar. 13. Auflage. Band 8 §§ 123–145d. De Gruyter, Berlin/Boston 2021.
17. ↑  BT-Drs. 17/3124 S. 10.
18. ↑  BT-Drs. 17/3124 S. 11.
19. 1 2 3  Matthias Krauß: StGB § 130. Rn. 10 In: Strafgesetzbuch. Leipziger Kommentar. 13. Auflage. Band 8 §§ 123–145d. De Gruyter, Berlin/Boston 2021.
20. ↑  Jürgen Schäfer, Stephan Anstötz In: Münchener Kommentar zum StGB. 4. Auflage 2021, StGB § 130 Rn. 4.
21. ↑  Siehe auch die Überschrift von Karsten Altenhain In: Matt/Renzikowski, Strafgesetzbuch. 2. Auflage 2020, StGB § 130 Rn. 19.
22. ↑  Matthias Krauß: StGB § 130. Rn. 11 In: Strafgesetzbuch. Leipziger Kommentar. 13. Auflage. Band 8 §§ 123–145d. De Gruyter, Berlin/Boston 2021.
23. ↑  BGH, 3. Mai 2016, Az. 3 StR 449/15 Rn. 17, NStZ 2017, 146 (148).
24. ↑  BVerwG, Urteil vom 5. August 2009, Az. 6 A 3.08, BVerwGE 134, 275.
25. ↑  BVerfG, Beschluss vom 22. Juni 2018, Az. 1 BvR 673/18 Rn. 26, NJW 2018, S. 2858 (2859).
26. 1 2  Matthias Krauß: StGB § 130. Rn. 14 In: Strafgesetzbuch. Leipziger Kommentar. 13. Auflage. Band 8 §§ 123–145d. De Gruyter, Berlin/Boston 2021.
27. ↑  Peter Rackow In: v. Heintschel-Heinegg, Kudlich: BeckOK StGB. 63. Edition, Stand: 1. August 2024, StGB § 130 Rn. 13.
28. ↑  BT-Drs. 15/4832 S. 1.
29. ↑  MWO: Billigung, Leugnung und Verharmlosung von Völkermorden. Abgerufen am 25. Juli 2025.
30. ↑  Peter Rackow In: v. Heintschel-Heinegg, Kudlich: BeckOK StGB. 63. Edition, Stand: 1. August 2024, StGB § 130 Rn. 9, Zitat „abstrakt-konkrete […] bzw. potenzielle Gefährdungsdelikte“.
31. ↑  BGH, Urteil vom 12. Dezember 2000, Az. 1 StR 184/00, NJW 2001, 624 (626) = BGHSt 46, 212, Zitat (nach NJW): „Mit der Eignungsformel wird die Volksverhetzung nach § 130 I und III StGB zu einem abstrakt-konkreten Gefährdungsdelikt […]; teilweise wird diese Deliktsform auch als „potenzielles Gefährdungsdelikt” bezeichnet […]“.
32. 1 2 3  Matthias Krauß: StGB § 130. Rn. 16 In: Strafgesetzbuch. Leipziger Kommentar. 13. Auflage. Band 8 §§ 123–145d. De Gruyter, Berlin/Boston 2021.
33. 1 2  Peter Rackow In: v. Heintschel-Heinegg, Kudlich: BeckOK StGB. 63. Edition, Stand: 1. August 2024, StGB § 130 Rn. 10.
34. ↑  BT-Drs. 15/5051 vom 9. März 2005, S. 4, 6.
35. ↑  BVerfG, Beschluss vom 16. April 2005, Az. 1 BvR 808/05, NJW 2005 S. 3202 (3203).
36. ↑  Detlev Sternberg-Lieben, Ulrike Schittenhelm In: Schönke/Schröder Strafgesetzbuch. 30. Auflage 2019, StGB § 130 Rn. 22c.
37. ↑  Jürgen Schäfer, Stephan Anstötz In: Münchener Kommentar zum StGB. 4. Auflage 2021, StGB § 130 Rn. 124.
38. 1 2  Jürgen Schäfer, Stephan Anstötz In: Münchener Kommentar zum StGB. 4. Auflage 2021, StGB § 130 Rn. 115.
39. 1 2  BT-Drs. 18/2601 S. 25.
40. 1 2 3 4 5  Heribert Ostendorf, Milan Kuhli in: Kindhäuser/Neumann/Paeffgen/Saliger: Strafgesetzbuch. 6. Auflage 2023, StGB § 130 Rn. 2.
41. ↑  Ähnlich Wikisource: s:Strafgesetzbuch für das Deutsche Reich (1871)#§. 130
42. ↑  BGBl. 1960 I S. 478.
43. ↑  Paragraf 130. Volksverhetzung. In: Strafgesetzbuch für das Deutsche Reich vom 15. Mai 1871 / lexetius.com. Abgerufen am 6. Juli 2021 (30. Juli 1960/4. August 1960 bis 1. September 1969).
44. ↑  Peter Reichel: Vergangenheitsbewältigung in Deutschland. Die Auseinandersetzung mit der NS-Diktatur in Politik und Justiz. Beck, München 2001, ISBN 3-406-45956-0, S. 144 ff.
45. ↑  Jürgen Schäfer, Stephan Anstötz In: Münchener Kommentar zum StGB. 4. Auflage 2021, StGB § 130 Rn. 1, Zitat: „Sie wurde zunächst durch das 6. StrÄndG vom 30. Juni 1960, BGBl. I S. 478, als Reaktion auf antisemitische und nazistische Vorfälle, die im In- und Ausland großes Aufsehen erregt hatten, neu gefasst.“
46. ↑  Bericht des Rechtsausschusses, BT-Drs. 3/1746 S. 2–3.
47. ↑  Friedrich Nieland fand keine Richter. In: Die Zeit, Nr. 3/1959.
48. ↑  Peter Reichel: Vergangenheitsbewältigung in Deutschland. München 2001, S. 144–157.
49. ↑  Gesetz zur Änderung des Strafgesetzbuches, der Strafprozeßordnung und anderer Gesetze (Verbrechensbekämpfungsgesetz) vom 28. Oktober 1994, BGBl. I S. 3186.
50. ↑  Detlev Sternberg-Lieben/Ulrike Schittenhelm: Schönke/Schröder Strafgesetzbuch. 30. Auflage 2019, StGB § 130 Rn. 1.
51. ↑  BT-Drs. 10/3242, S. 8 Zitat: „eine Regelung, die es erlaubt, dem Leugnen des unter der Herrschaft des Nationalsozialismus oder einer anderen Gewalt- oder Willkürherrschaft begangenen Unrechts strafrechtlich zu begegnen. Dabei soll ohne Änderung eines Straftatbestandes durch Verzicht auf das Antragserfordernis bei Beleidigung oder Verunglimpfung Verstorbener eine Strafverfolgung von Amts wegen dann ermöglicht werden, wenn die Tat mit der Verfolgung durch die nationalsozialistische oder eine andere Gewalt- oder Willkürherrschaft zusammenhängt.“.
52. 1 2  BGH, Urteil vom 15. März 1994, Az. 1 StR 179/93, NStZ 1994, 390 (391) – Fall Deckert.
53. ↑  Umstritten ? Der BGH, das BVerfG und die „Auschwitzlüge“. In: richterverein.net. Abgerufen am 6. Juli 2021 (Dieser Artikel ist veröffentlicht in MHR 2/94).
54. ↑  Peter Rackow In: v. Heintschel-Heinegg, Kudlich: BeckOK StGB. 63. Edition, Stand: 1. August 2024, StGB § 130 Rn. 2.
55. 1 2  BGH, Urteil vom 18. September 1979, Az. VI ZR 140/78, NJW 1980, S. 45 = BGHZ 75, 160.
56. ↑  Aus der Begründung des Mannheimer Urteils gegen Günter Deckert in: Die Zeit, 19. August 1994.
57. ↑  Peter König, Helmut Seitz: Die straf- und strafverfahrensrechtlichen Regelungen des Verbrechensbekämpfungsgesetzes. NStZ 1995, S. 1 (3).
58. ↑  Hans-H. Kotte: „Freibrief“ für Leugner des Holocaust? In: Die Tageszeitung. 17. März 1994, abgerufen am 27. September 2020.
59. ↑  Juden verlangen Gesetzesänderung in: FAZ, 21. März 1994.
60. ↑  BT-Drs. 12/8411 S. 6, Zitat: „Es stößt allgemein auf Unverständnis, daß derartige Äußerungen nach geltendem Recht nur dann als Volksverhetzung gemäß § 130 StGB geahndet werden können, wenn z. B. die Juden zusätzlich als minderwertige Menschen geschmäht werden, die nicht verdienen, in unserer staatlichen Gemeinschaft zu leben, als unglaubwürdige Fälscher und profitgierige Parasiten. Das einfache Leugnen des Holocaust wird dagegen von der Rechtsprechung nur als Beleidigung (§§ 185 ff. StGB) gewertet, weil die Voraussetzungen, die für das Merkmal der ‚Würde‘ zu fordern sind, nicht erfüllt seien (zuletzt Urteil des BGH vom 15. März 1994 — 1 StR 179/93). Der Entwurf reagiert auf die Rechtsprechung und verzichtet generell für das Billigen, Leugnen oder Verharmlosen des Völkermordes während der Zeit der NS-Gewaltherrschaft auf dieses Merkmal.“.
61. ↑  BVerfG, Beschluss vom 13. April 1994, Az. 1 BvR 23/94, BVerfGE 90, 241 (247–250), - Auschwitzlüge, DFR Abs. Nr. 28–34.
62. ↑  BVerfG, Beschluss vom 13. April 1994, Az. 1 BvR 23/94, BVerfGE 90, 241 (247–250), - Auschwitzlüge, DFR Abs. Nr. 34, Zitat: „c) Aber auch wenn man die Äußerung, auf die sich die Auflage bezieht, nicht für sich nimmt, sondern im Zusammenhang mit dem Thema der Versammlung betrachtet und sie insoweit als Voraussetzung für die Meinungsbildung zur ‘Erpreßbarkeit’ der deutschen Politik ansieht, halten die angegriffenen Entscheidungen einer verfassungsrechtlichen Nachprüfung stand. Die untersagte Äußerung genießt dann zwar den Schutz des Art. 5 Abs. 1 Satz 1 GG. Doch ist ihre Einschränkung verfassungsrechtlich nicht zu beanstanden.“
63. ↑  Peter Reichel: Vergangenheitsbewältigung in Deutschland, München 2001, S. 156.
64. ↑  Interview mit Winfried Hassemer – „Das Grundgesetz ist dazu da, in Aktion zu treten“ (Memento vom 2. Januar 2010 im Internet Archive) In: Süddeutsche Zeitung, 10. Juni 2008
65. ↑  „Holocaust-Leugner nicht bestrafen“. In: Tagesspiegel. 10. Juli 2008 (Online).
66. ↑  Anton Maegerle: Appell der Holocaust-Leugner. Immer häufiger finden sich in der FAZ Anzeigen rechtsextremer Autoren, taz, 10. Juni 1996, abgerufen am 13. Januar 2023.
67. ↑  Historiker Jäckel: Holocaust-Leugner mit Ignoranz strafen. In: Deutschlandradio Kultur, 1. Februar 2007.
68. ↑  Interview mit Historiker Wehler: „Mitleid mit Irving ist verfehlt“. Spiegel Online, 21. Februar 2006
69. ↑  BGBl. 2005 I S. 969
70. ↑  Paragraf 130. Volksverhetzung. [1. April 2005]. In: Strafgesetzbuch für das Deutsche Reich vom 15. Mai 1871/lexetius.com. Abgerufen am 10. Juli 2021.
71. ↑  BT-Drs. 15/5051 (PDF) vom 9. März 2005. Entwurf eines Gesetzes zur Änderung des Versammlungsgesetzes und des Strafgesetzbuches, Beschlussempfehlung und Bericht des Innenausschusses, S. 6.
72. ↑  BVerwG, Urteil vom 25. Juni 2008, Az. 6 C 21.07, Volltext Rn. 27 f.
73. ↑  Insoweit nicht problematisiert in BVerfG, Beschluss vom 4. November 2009, Az. 1 BvR 2150/08, NJW 2010, 47 = BVerfGE 124, 300.
74. ↑  Art. 1 des Gesetzes zur Umsetzung des Rahmenbeschlusses 2008/913/JI des Rates vom 28. November 2008 zur strafrechtlichen Bekämpfung bestimmter Formen und Ausdrucksweisen von Rassismus und Fremdenfeindlichkeit und zur Umsetzung des Zusatzprotokolls vom 28. Januar 2003 zum Übereinkommen des Europarats vom 23. November 2001 über Computerkriminalität betreffend die Kriminalisierung mittels Computersystemen begangener Handlungen rassistischer und fremdenfeindlicher Art, BGBl. 2011 I S. 418
75. ↑  Paragraf 130. Volksverhetzung. In: lexetius.com. Abgerufen am 7. Juli 2021.
76. ↑  Jürgen Schäfer, Stephan Anstötz In: Münchener Kommentar zum StGB. 4. Auflage 2021, StGB § 130 Rn. 18.
77. 1 2 3  Jürgen Schäfer, Stephan Anstötz In: Münchener Kommentar zum StGB. 4. Auflage 2021, StGB § 130 Rn. 19.
78. ↑  Art. 1 des Neunundvierzigsten Gesetzes zur Änderung des Strafgesetzbuches – Umsetzung europäischer Vorgaben zum Sexualstrafrecht, BGBl. 2015 I S. 10.
79. ↑  Paragraf 130. Volksverhetzung. [27. Januar 2015]. In: Strafgesetzbuch für das Deutsche Reich vom 15. Mai 1871 / lexetius.com. Abgerufen am 7. Juli 2021.
80. ↑  Art. 1 des Sechzigsten Gesetz zur Änderung des Strafgesetzbuches – Modernisierung des Schriftenbegriffs und anderer Begriffe sowie Erweiterung der Strafbarkeit nach den §§ 86, 86a, 111 und 130 des Strafgesetzbuches bei Handlungen im Ausland, BGBl. 2020 I S. 2600
81. ↑  Paragraf 130. Volksverhetzung. [1. Januar 2021]. In: Strafgesetzbuch für das Deutsche Reich vom 15. Mai 1871 / lexetius.com. Abgerufen am 7. Juli 2021.
82. ↑  Rahmenbeschluss 2008/913/JI des Rates vom 28. November 2008 zur strafrechtlichen Bekämpfung bestimmter Formen und Ausdrucksweisen von Rassismus und Fremdenfeindlichkeit. In: ABl. L, Nr. 328, 6. Dezember 2008, S. 55–58.
83. ↑  Art. 4 des Achten Gesetzes zur Änderung des Bundeszentralregistergesetzes und des Strafgesetzbuches. Dokumentations- und Informationssystem für Parlamentsmaterialien, abgerufen am 22. Oktober 2022.
84. ↑  Beschlussempfehlung und Bericht des Rechtsausschusses (6. Ausschuss) zu dem Gesetzentwurf der Bundesregierung – Drucksache 20/3708 BT-Drs. 20/4085 vom 19. Oktober 2022, S. 11 f., 14 ff.
85. ↑  Hasso Suliak: Ampel weitet Volksverhetzungsparagrafen aus: Öffentliche Verharmlosung von Kriegsverbrechen künftig strafbar. Legal Tribune Online, 21. Oktober 2022.
86. ↑  Volksverhetzung : Verharmlosung von Kriegsverbrechen wird strafbar. In: BRAK-Mitteilungen. Bundesrechtsanwaltskammer (BRAK), 28. Oktober 2022, abgerufen am 18. Dezember 2022.
87. ↑  Billigung, Leugnung und Verharmlosung von Völkermorden. In: Kurzmeldungen (hib). Deutscher Bundestag, 19. Oktober 2022, abgerufen am 22. Dezember 2022.
88. ↑  Christian Rath: Pläne für Gesetzesverschärfung: Kritik an Volksverhetzungsparagraf. taz.de, 3. November 2022.
89. ↑  Buschmann über Klimaaktivisten: Justizminister: „Nicht verharmlosen, was da in Museen stattfindet, deutschlandfunk.de, 18. November 2022 (Marco Buschmann im Gespräch mit Gudula Geuther)
90. ↑  Paula Rhein-Fischer: Regieren der Erinnerung durch Recht. Die problematische Reform des Volksverhetzungstatbestandes nach § 130 (5) StGB n.F. In: Verfassungsblog. 31. Oktober 2022, abgerufen am 19. Dezember 2023.
91. ↑  Fragen und Antworten zur Neufassung der Strafvorschrift der Volksverhetzung (§ 130 des Strafgesetzbuchs). Bundesministerium der Justiz, 28. Oktober 2022, abgerufen am 27. Dezember 2023.
92. ↑  Das Bundesverfassungsgericht wandte die Lehre von den allgemeinen Gesetzen 2009 in der Wunsiedel-Entscheidung auch auf den Gesetzesvorbehalt zum Schutze der Ehre an: BVerfG, Beschluss vom 4. November 2009 – 1 BvR 2150/08 –, DFR Rn. 62 ff. = BVerfGE 124, 300 (327), Zitat: „§ 130 Abs. 4 StGB kann als Sonderrecht auch nicht auf das Recht der persönlichen Ehre nach Art. 5 Abs. 2 Alternative 3 GG -- hier bezogen auf die Würde der Opfer -- gestützt werden. Das Erfordernis der Allgemeinheit meinungsbeschränkender Gesetze gemäß Art. 5 Abs. 2 Alternative 1 GG erstreckt sich auch auf Bestimmungen zum Ehrschutz.“ Kritisiert wird dies beispielsweise von Helge Sodan: Grundgesetz Kommentar. 5.  Auflage. C. H. Beck, München 2024, ISBN 978-3-406-81603-1, Art. 5 Rn. 30 (freier Vollzugang).
93. ↑  BVerfG, Urteil vom 15. Januar 1958, Az. 1 BvR 400/51, BVerfGE 7, 198 (209–210) – Lüth, Absatz Nr. 36.
94. ↑  BVerfG, Beschluss vom 7. Juli 2020, Az. 1 BvR 479/20 Rn. 12–13, NJW 2021, 297, beck-online; BVerfG, 23. Juni 2004, Az. 1 BvQ 19/04 Rn. 21, BVerfGE 111, 147 = BVerfG NJW 2004, 2814 (2815); BVerfG, Beschluss vom 12. November 2002, Az. 1 BvR 232/97 Rn. 9, NJW 2003, 660 (661).
95. ↑  Matthias Krauß: StGB § 130. Rn. 21 In: Strafgesetzbuch. Leipziger Kommentar. 13. Auflage. Band 8 §§ 123–145d. De Gruyter, Berlin/Boston 2021.
96. ↑  BVerfG, Beschluss vom 4. Februar 2010, Az. 1 BvR 369/04, Rn. 26–27, NJW 2010, 2193 (2194); BVerfG, Beschluss vom 12. November 2002, Az. 1 BvR 232/97 Rn. 9, NJW 2003, 660 (661); BVerfG, Beschluss vom 7. April 2001, Az. 1 BvQ 17/01 Rn. 26–30, NJW 2001, 2072 (2073); BVerfG, Beschluss vom 6. September 2000, Az. 1 BvR 1056/95, Rn. 31–33, NJW 2001, 61 (62); BGH, Urteil vom 15. Dezember 2005, Az. 4 StR 283/05 Rn. 11–16, NStZ-RR 2006, 305.
97. ↑  Ähnlich, aber für Abs. 1–3 als allgemeine Gesetze: Peter Rackow In: v. Heintschel-Heinegg, Kudlich: BeckOK StGB. 63. Edition, Stand: 1. August 2024, StGB § 130 Rn. 51.
98. 1 2  BVerfG, Beschluss vom 22. Juni 2018, Az. 1 BvR 2083/15 Rn. 21.
99. ↑  EGMR, Entscheidung vom 20. Oktober 2015 - 25239/13 – Dieudonné M’BALA M’BALA contre la France, NJW-RR 2016, 1514.
100. ↑  EGMR, Entscheidung vom 3. Oktober 2019 - 55225/14 – Pastörs gegen Deutschland.
101. ↑  Franz Schemmer In: Epping/Hillgruber: BeckOK Grundgesetz. 47. Edition, Stand: 15. Mai 2021 GG Art. 5 Rn. 6.
102. ↑  BVerfG, 9. Oktober 1991, Az. 1 BvR 1555/88, BVerfGE 85, 1 (15) = NJW 1992, 1439 − kritische Bayer-Aktionäre, Zitat: „Die Mitteilung einer Tatsache ist dagegen im strengen Sinne keine Äußerung einer Meinung, weil ihr die für eine Meinungsäußerung charakteristischen Merkmale fehlen. Tatsachenbehauptungen fallen deswegen aber nicht von vornherein aus dem Schutzbereich von Art. 5 Abs. 1 Satz 1 GG heraus. Sie sind vielmehr durch das Grundrecht der Meinungsfreiheit geschützt, weil und soweit sie Voraussetzung der Bildung von Meinungen sind, welche Art. 5 Abs. 1 GG gewährleistet (vgl. BVerfGE 54, 208 [219]; 61, 1 [8]). Daher endet der Schutz der Meinungsfreiheit für Tatsachenbehauptungen erst dort, wo sie zu der verfassungsrechtlich vorausgesetzten Meinungsbildung nichts beitragen können. Unter diesem Gesichtspunkt ist unrichtige Information kein schützenswertes Gut. Das Bundesverfassungsgericht geht deswegen davon aus, daß die erwiesen oder bewußt unwahre Tatsachenbehauptung nicht vom Schutz des Art. 5 Abs. 1 Satz 1 GG umfaßt wird (vgl. BVerfGE 61, 1 [8]). Allerdings dürfen die Anforderungen an die Wahrheitspflicht nicht so bemessen werden, daß darunter die Funktion der Meinungsfreiheit leidet (vgl. BVerfGE 54, 208 [219 f.]; 61, 1 [8]).“
103. ↑  BVerfG, 22. Juni 1982, Az. 1 BvR 1376/79, BVerfGE 61, 1 (8) = NJW 1983, 1415 − Wahlkampf.
104. ↑  BVerfG, Beschluss vom 22. Juni 2018, Az. 1 BvR 673/18, NJW 2018, 2858, Rn. 25 – Erfolglose Verfassungsbeschwerde gegen eine Verurteilung wegen Leugnung des nationalsozialistischen Völkermords.
105. ↑  Sinngemäß und allgemein zur Meinungsfreiheit und erwiesenermaßen falschen oder bewusst unwahren Tatsachenbehauptungen auch: BVerfG, Beschluss vom 13. April 1994, Az. 1 BvR 23/94 Rn. 27–31, BVerfGE 90, 241 (247) = NJW 1994, 1779 − Auschwitzlüge; BVerfG, Beschluss vom 9. Oktober 1991, Az. 1 BvR 1555/88, NJW 1992, 1439 (1440); BVerfG, Beschluss vom 3. Juni 1980, Az. 1 BvR 797/78, BVerfGE 54, 208 (219) = NJW 1980, 2072 − Böll; jeweils mit weiteren Nachweisen.
106. ↑  EGMR, Entscheidung vom 24. Juni 2003 – über die Zulässigkeit der Beschwerde Nr. 65831/01 Garaudy/Frankreich, NJW 2004, S. 3691 (3692–3693).
107. ↑  Franz Schemmer In: Epping/Hillgruber BeckOK Grundgesetz. 47. Edition, Stand: 15. Mai 2021, GG Art. 5 Rn. 6.1.
108. ↑  BVerfG, Pressemitteilung Nr. 129/2009 vom 17. November 2009: § 130 Abs. 4 StGB ist mit Art. 5 Abs. 1 und 2 GG vereinbar
109. ↑  BVerfG, Beschluss vom 4. November 2009, Az. 1 BvR 2150/08 – Wunsiedel, BVerfGE 124, 300 = NJW 2010, 47.
110. ↑  Franz Schemmer In: Epping/Hillgruber: BeckOK Grundgesetz. 47. Edition, Stand: 15. Mai 2021, GG Art. 5 Rn. 99.1.
111. 1 2  Peter Rackow In: v. Heintschel-Heinegg, Kudlich: BeckOK StGB. 63. Edition, Stand: 1. August 2024, StGB § 130 Rn. 15.
112. ↑  Matthias Krauß: StGB § 130. Rn. 35 In: Strafgesetzbuch. Leipziger Kommentar. 13. Auflage. Band 8 §§ 123–145d. De Gruyter, Berlin/Boston 2021 mit weiteren Nachweisen.
113. 1 2 3 4  BT-Drs. 17/3124 S. 10.
114. ↑  Jürgen Schäfer, Stephan Anstötz In: Münchener Kommentar zum StGB. 4. Auflage 2021, StGB § 130 Rn. 27.
115. ↑  VGH München, Beschluss vom 23. Mai 2019, Az. 10 CE 19.997, BeckRS 2019, 10748 Rn. 17.
116. ↑  Sinngemäß: Matthias Krauß: StGB § 130. Rn. 33 In: Strafgesetzbuch. Leipziger Kommentar. 13. Auflage. Band 8 §§ 123–145d. De Gruyter, Berlin/Boston 2021.
117. 1 2  Jürgen Schäfer, Stephan Anstötz In: Münchener Kommentar zum StGB. 4. Auflage 2021, StGB § 130 Rn. 28.
118. 1 2  Peter Rackow In: v. Heintschel-Heinegg, Kudlich: BeckOK StGB. 63. Edition, Stand: 1. August 2024, StGB § 130 Rn. 15.1.
119. 1 2  Karsten Altenhain In: Matt/Renzikowski, Strafgesetzbuch. 2. Auflage 2020, StGB § 130 Rn. 9.
120. ↑  AG Essen, Urteil vom 30. Januar 2015, Az. 57 Cs – 29 Js 579/14 – 631/14, BeckRS 2015, 3321 – Volksverhetzung Zionist Codewort Juden.
121. ↑  Jürgen Schäfer, Stephan Anstötz In: Münchener Kommentar zum StGB. 4. Auflage 2021, StGB § 130 Rn. 30.
122. 1 2 3  Peter Rackow In: v. Heintschel-Heinegg, Kudlich: BeckOK StGB. 63. Edition, Stand: 1. August 2024, StGB § 130 Rn. 16.
123. 1 2  BGH, Beschluss vom 14. April 2015, Az. 3 StR 602/14 Rn. 10 = NStZ 2015 S. 512 (512), Zitat: „Teil der Bevölkerung ist eine von der übrigen Bevölkerung auf Grund gemeinsamer äußerer oder innerer Merkmale politischer, nationaler, ethnischer, rassischer, religiöser, weltanschaulicher, sozialer, wirtschaftlicher, beruflicher oder sonstiger Art unterscheidbare Gruppe von Personen zu verstehen, die zahlenmäßig von einiger Erheblichkeit und somit individuell nicht mehr unterscheidbar sind“.
124. ↑  BGH, Beschluss vom 3. Mai 2016, Az. 3 StR 449/15, NStZ 2017, 146 (147).
125. ↑  Jürgen Schäfer, Stephan Anstötz In: Münchener Kommentar zum StGB. 4. Auflage 2021, StGB § 130 Rn. 31.
126. ↑  Matthias Krauß: StGB § 130. Rn. 36 In: Strafgesetzbuch. Leipziger Kommentar. 13. Auflage. Band 8 §§ 123–145d. De Gruyter, Berlin/Boston 2021.
127. ↑  Jürgen Schäfer, Stephan Anstötz In: Münchener Kommentar zum StGB. 4. Auflage 2021, StGB § 130 Rn. 63.
128. ↑  OLG Stuttgart, Beschluss vom 23. Januar 2002 - 1 Ws 9/02, NJW 2002, 2893.
129. 1 2 3  BGH Urteil vom 3. April 2008, Az. 3 StR 394/07 Rn. 25, BeckRS 2008, 6865 Rn. 25.
130. 1 2  BGH, Urteil vom 15. November 1967, Az. 3 StR 4/67, NJW 1968, 309.
131. ↑  OLG Stuttgart, Urteil vom 19. Mai 2009, Az. 2 Ss 1014/09 insbes. Rn. 16, NStZ 2010, S. 453 Rn. 5.
132. ↑  Thomas Fischer: Strafgesetzbuch mit Nebengesetzen. 70. Auflage. C.H.Beck, München 2023, ISBN 978-3-406-79239-7. § 130 Rn. 4 m.w.N.
133. ↑  Wolfgang Mitsch: Der unmögliche Zustand des § 130 StGB. KriPoZ 4/2018.
134. ↑  Warum die Staatsanwaltschaft keine Volksverhetzung sieht. In: Spiegel Online. 1. März 2017, abgerufen am 1. März 2017.
135. ↑  OLG Köln, Urteil vom 9. Juni 2020, Az. III-1 RVs 77/20, BeckRS 2020, 13032.
136. ↑  Zustimmend zitiert von: Heribert Ostendorf, Milan Kuhli in: Kindhäuser/Neumann/Paeffgen/Saliger: Strafgesetzbuch. 6. Auflage 2023, StGB § 130 Rn. 18a.
137. ↑  Jürgen Schäfer, Stephan Anstötz In: Münchener Kommentar zum StGB. 4. Auflage 2021, StGB § 130 Rn. 36.
138. ↑  OLG Karlsruhe, Beschluss vom 26. Juli 2018, Az. 2 Rv 4 Ss 192/18, BeckRS 2018, 22244 Rn. 9, Zitat: „Soweit das Landgericht dem ersten Kommentar des Angeklagten die Bedeutung beigelegt hat, der Angeklagte habe den drei Flüchtlingskindern, die Gegenstand der von ihm kommentierten Meldung waren, wegen ihrer Tat das Lebensrecht abgesprochen und damit ihre Menschenwürde angegriffen, vermag das eine Verurteilung wegen Volksverhetzung gemäß § 130 Abs. 1 Nr. 2 StGB schon deshalb nicht zu tragen, weil der gesetzliche Tatbestand voraussetzt, dass der Angriff auf die Menschenwürde gerade wegen der Zugehörigkeit zu einer nationalen oder durch ihre ethnische Herkunft bezeichneten Gruppe erfolgt […]. Das aber hat das Landgericht, indem es die Diebstahlstat der Flüchtlingskinder als Bezugspunkt der Äußerung des Angeklagten angenommen hat, nicht festgestellt.“.
139. ↑  Peter Rackow In: v. Heintschel-Heinegg, Kudlich: BeckOK StGB. 63. Edition, Stand: 1. August 2024, StGB § 130 Rn. 18
140. ↑  Jürgen Schäfer, Stephan Anstötz In: Münchener Kommentar zum StGB. 4. Auflage 2021, StGB § 130 Rn. 39.
141. ↑  BT-Drs. 12/6853, S. 24.
142. ↑  Karsten Altenhain In: Matt/Renzikowski, Strafgesetzbuch. 2. Auflage 2020, StGB § 130 Rn. 5.
143. ↑  Matthias Krauß: StGB § 130. Rn. 45 In: Strafgesetzbuch. Leipziger Kommentar. 13. Auflage. Band 8 §§ 123–145d. De Gruyter, Berlin/Boston 2021.
144. ↑  Jürgen Schäfer, Stephan Anstötz In: Münchener Kommentar zum StGB. 4. Auflage 2021, StGB § 130 Rn. 54.
145. 1 2 3 4  Karsten Altenhain In: Matt/Renzikowski, Strafgesetzbuch. 2. Auflage 2020, StGB § 130 Rn. 4.
146. ↑  Detlev Sternberg-Lieben/Ulrike Schittenhelm: Schönke/Schröder Strafgesetzbuch. 30. Auflage 2019, StGB § 130 Rn. 5, 5d.
147. ↑  Martin Heger In: Lackner/Kühl/Heger: StGB. 30. Auflage 2023, StGB § 130 Rn. 4.
148. ↑  BGH, Urteil vom 15. März 1994, Az. 1 StR 179/93, NStZ 1994, 390 (391) = BGHSt 40, 97 (102).
149. 1 2  OLG Brandenburg, Urteil vom 28. November 2001, Az. 1 Ss 52/01, NJW 2002, 1440.
150. ↑  BGH, Beschluss vom 16. November 1993, Az. 1 StR 193/93, NStZ 1994, 140, Zitat: „Nach dem Wortlaut und dem Sinn und Zweck der genannten Vorschriften kann sich der Volksverhetzung und der Aufstachelung zum Rassenhaß auch schuldig machen, wer in Anknüpfung an nationalsozialistische Gedankengänge Haß gegen Teile der Bevölkerung schürt, indem er sie mit offenkundig unwahren Tatsachenbehauptungen öffentlich der Lüge und finanziellen Erpressung bezichtigt und damit allgemein als verabscheuungswürdig darstellt (vgl. BGHSt 31, 226, 231). In besonderem Maße gilt dies dann, wenn das Schicksal der Juden unter der Herrschaft des Nationalsozialismus als ‘Erfindung’ dargestellt und diese Behauptung mit dem Motiv der angeblichen Erpressung verbunden wird (sog. ‘qualifizierte Auschwitzlüge’).“.
151. ↑  Verurteilung wegen Volksverhetzung durch das Skandieren einer antisemitischen Parole auf einer Demonstration in Dortmund rechtskräftig. Pressemitteilung. Bundesgerichtshof, 31. Oktober 2023, abgerufen am 19. Dezember 2023 (Zu BGH, Beschluss vom 17. Oktober 2023 – 3 StR 176/23 –, in diesem Verfahren wurde das Rechtsmittel ohne weitere Begründung verworfen.).
152. 1 2  BGH, Beschluss vom 28. Juli 2016, Az. 3 StR 149/16 Rn. 19 = NStZ-RR 2016, 369 (370).
153. ↑  BGH, Urteil vom 14. März 1984, Az. 3 StR 36/84, BGHSt 32, 310, 313 = NJW 1984, 1631 (1632).
154. ↑  BVerfG, Beschluss vom 25. März 2008, Az. 1 BvR 1753/03 Rn. 33, NJW 2008, 2907 (2908).
155. ↑  Martin Heger In: Lackner/Kühl/Heger: StGB.
30. Auflage 2023, StGB § 130 Rn. 5.
156. ↑  Jürgen Schäfer, Stephan Anstötz In: Münchener Kommentar zum StGB. 4. Auflage 2021, StGB § 130 Rn. 49.
157. ↑  Detlev Sternberg-Lieben/Ulrike Schittenhelm: Schönke/Schröder Strafgesetzbuch. 30. Auflage 2019, StGB § 130 Rn. 5b bei Verbindung mit einem Hakenkreuz.
158. ↑  Ähnlich Matthias Krauß: StGB § 130. Rn. 53 In: Strafgesetzbuch. Leipziger Kommentar. 13. Auflage. Band 8 §§ 123–145d. De Gruyter, Berlin/Boston 2021.
159. ↑  Ohne dass es auf die Verbindung mit Symbolen ankomme, allein vor dem Hintergrund des Holocausts: Heribert Ostendorf, Milan Kuhli In: Kindhäuser/Neumann/Paeffgen/Saliger: Strafgesetzbuch. 6. Auflage 2023, StGB § 130 Rn. 11.
160. ↑  Pressemitteilung 11 vom 24.10.2023. Beschluss im Strafverfahren gegen Klaus A. wegen Volksverhetzung und öffentlicher Aufforderung zum Totschlag. Bayerisches Oberstes Landesgericht, abgerufen am 15. Dezember 2023.
161. ↑  BayObLG, Beschluss vom 19. Oktober 2023 - 207 StRR 325/23.
162. ↑  BVerwG, Urteil vom 26. April 2023, Az. 6 C 8.21, Leitsätze 2 und 3, Rn. 29 f. – Rechtswidriges Verbot des NPD-Wahlplakats „Migration tötet“.
163. ↑  BGH, Urteil vom 12. Dezember 2000, Az. 1 StR 184/00, NJW 2001, 624 (626) = BGHSt 46, 212.
164. 1 2  Jürgen Schäfer, Stephan Anstötz In: Münchener Kommentar zum StGB. 4. Auflage 2021, StGB § 130 Rn. 51.
165. 1 2  Matthias Krauß: StGB § 130. Rn. 55 In: Strafgesetzbuch. Leipziger Kommentar. 13. Auflage. Band 8 §§ 123–145d. De Gruyter, Berlin/Boston 2021.
166. 1 2  Detlev Sternberg-Lieben/Ulrike Schittenhelm: Schönke/Schröder Strafgesetzbuch. 30. Auflage 2019, StGB § 130 Rn. 5d.
167. ↑  Matthias Krauß: StGB § 130. Rn. 56 In: Strafgesetzbuch. Leipziger Kommentar. 13. Auflage. Band 8 §§ 123–145d. De Gruyter, Berlin/Boston 2021.
168. ↑  Heribert Ostendorf, Milan Kuhli in: Kindhäuser/Neumann/Paeffgen/Saliger: Strafgesetzbuch. 6. Auflage 2023, StGB § 130 Rn. 13.
169. ↑  BGH Urteil vom 27. Juli 2017, Az. 3 StR 172/17, BeckRS 2017, 127495 Rn. 31.
170. ↑  BayObLG, Urteil vom 17. August 1994, Az. 4 St RR 105/94, NJW 1995, 145
171. ↑  Entsprechend: Jürgen Schäfer, Stephan Anstötz In: Münchener Kommentar zum StGB. 4. Auflage 2021, StGB § 130 Rn. 52.
172. ↑  Jürgen Schäfer, Stephan Anstötz In: Münchener Kommentar zum StGB. 4. Auflage 2021, StGB § 130 Rn. 52.
173. ↑  BGH, Urteil vom 15. Dezember 2005, Az. 4 StR 283/05, NStZ-RR 2006, 305.
174. ↑  Zustimmend: Matthias Krauß: StGB § 130. Rn. 57 In: Strafgesetzbuch. Leipziger Kommentar. 13. Auflage. Band 8 §§ 123–145d. De Gruyter, Berlin/Boston 2021.
175. ↑  OLG Stuttgart, Urteil vom 19. Mai 2009 – 2 Ss 1014/09, NStZ 2010, 453 (454 f.).
176. ↑  Zustimmend: Jürgen Schäfer, Stephan Anstötz In: Münchener Kommentar zum StGB. 4. Auflage 2021, StGB § 130 Rn. 52.
177. ↑  BGH, Urteil vom 3. April 2008, 3 StR 394/07, BeckRS 2008, 6865 Rn. 17.
178. ↑  Vergleichbar: Matthias Krauß: StGB § 130. Rn. 58 In: Strafgesetzbuch. Leipziger Kommentar. 13. Auflage. Band 8 §§ 123–145d. De Gruyter, Berlin/Boston 2021.
179. 1 2  Matthias Krauß: StGB § 130. Rn. 58 In: Strafgesetzbuch. Leipziger Kommentar. 13. Auflage. Band 8 §§ 123–145d. De Gruyter, Berlin/Boston 2021.
180. ↑  Jürgen Schäfer, Stephan Anstötz In: Münchener Kommentar zum StGB. 4. Auflage 2021, StGB § 130 Rn. 54.
181. ↑  Anders: Detlev Sternberg-Lieben/Ulrike Schittenhelm: Schönke/Schröder Strafgesetzbuch. 30. Auflage 2019, StGB § 130 Rn. 5d.
182. ↑  Matthias Krauß: StGB § 130. Rn. 59 In: Strafgesetzbuch. Leipziger Kommentar. 13. Auflage. Band 8 §§ 123–145d. De Gruyter, Berlin/Boston 2021.
183. ↑  BGH, Urteil vom 27. Juli 2017, Az. 3 StR 172/17 Rn. 31, BeckRS 2017, 127495 Rn. 31.
184. ↑  Weitgehend übereinstimmend: BVerfG, Beschluss vom 6. September 2000, Az. 1 BvR 1056/95 Rn. 37, NJW 2001, 61 (63).
185. ↑  BGH, Urteil vom 3. April 2008, Az. 3 StR 394/07 Rn. 17, BeckRS 2008, 6865 Rn. 17.
186. ↑  Zustimmend: Matthias Krauß: StGB § 130. Rn. 61 In: Strafgesetzbuch. Leipziger Kommentar. 13. Auflage. Band 8 §§ 123–145d. De Gruyter, Berlin/Boston 2021.
187. ↑  BGH Urteil vom 3. April 2008, Az. 3 StR 394/07 Rn. 18, BeckRS 2008, 6865 Rn. 18.
188. ↑  Heribert Ostendorf in: Kindhäuser/Neumann/Paeffgen, Strafgesetzbuch. 5. Auflage 2017. StGB § 130 Rn. 15.
189. ↑  OLG Karlsruhe, Urteil vom 2. März 1995, Az. 2 Ss 21/94, BeckRS 1995, 8221.
190. ↑  BayObLG, Urteil vom 17. August 1994, Az. 4 St RR 105/94, NStZ 1994, 588 (589).
191. ↑  OLG Zweibrücken, Urteil vom 24. Juni 1994, Az. 1 Ss 80/94, NStZ 1994, 490.
192. ↑  OLG Hamm, Urteil vom 2. November 1994, 4 Ss 491/94, NStZ 1995, 136 (137 f.), zustimmend zitiert von BVerfG, Beschluss vom 4. Februar 2010, Az. 1 BvR 369/04, 1 BvR 370/04, 1 BvR 371/04 Rn. 31, NJW 2010, 2193 (2195) Rn. 31 und Jürgen Schäfer, Stephan Anstötz In: Münchener Kommentar zum StGB. 4. Auflage 2021, StGB § 130 Rn. 57.
193. 1 2  BGH, Urteil vom 12. Dezember 2000, Az. 1 StR 184/00, NJW 2001, 624 (626).
194. ↑  Peter Rackow In: v. Heintschel-Heinegg, Kudlich: BeckOK StGB. 63. Edition, Stand: 1. August 2024, StGB § 130 Rn. 23.
195. ↑  BGH, Urteil vom 8. August 2006, 5 StR 405/05 Rn. 14, NStZ 2007, 216 Rn. 11.
196. ↑  BVerfG, Beschluss vom 22. Juni 2018, Az. 1 BvR 2083/15 Rn. 27, NJW 2018, 2861 Rn. 27.
197. ↑  Matthias Krauß: StGB § 130. Rn. 74, 138 In: Strafgesetzbuch. Leipziger Kommentar. 13. Auflage. Band 8 §§ 123–145d. De Gruyter, Berlin/Boston 2021.
198. ↑  BGH, Beschluss vom 3. Mai 2016, Az. 3 StR 449/15 Rn. 8–11, BeckRS 2016, 16540 Rn. 8–11 = NStZ 2017, 146 (146–147).
199. ↑  Jürgen Schäfer, Stephan Anstötz In: Münchener Kommentar zum StGB. 4. Auflage 2021, StGB § 130 Rn. 22.
200. ↑  BGH, Urteil vom 12. Dezember 2000, Az. 1 StR 184/00, NJW 2001, 624 (626–627) = BGHSt 46, 212, 219.
201. ↑  Matthias Krauß: StGB § 130. Rn. 80 In: Strafgesetzbuch. Leipziger Kommentar. 13. Auflage. Band 8 §§ 123–145d. De Gruyter, Berlin/Boston 2021 mit weiteren Nachweisen.
202. ↑  Jürgen Schäfer, Stephan Anstötz In: Münchener Kommentar zum StGB. 4. Auflage 2021, StGB § 130 Rn. 26.
203. ↑  BGH, Urteil vom 8. August 2006, Az. 5 StR 405/05, NStZ 2007, 216 (217) Rn. 10–11.
204. 1 2 3  Jürgen Schäfer, Stephan Anstötz In: Münchener Kommentar zum StGB. 4. Auflage 2021, StGB § 130 Rn. 62.
205. 1 2 3  Matthias Krauß: StGB § 130. Rn. 85 In: Strafgesetzbuch. Leipziger Kommentar. 13. Auflage. Band 8 §§ 123–145d. De Gruyter, Berlin/Boston 2021.
206. 1 2 3  Karsten Altenhain In: Matt/Renzikowski, Strafgesetzbuch. 2. Auflage 2020, StGB § 130 Rn. 17, 4.
207. ↑  Peter Rackow In: v. Heintschel-Heinegg, Kudlich: BeckOK StGB. 63. Edition, Stand: 1. August 2024, StGB § 130 Rn. 26.
208. ↑  BT-Drs. 17/3124, S. 11.
209. ↑  Paragraf 130. Volksverhetzung. [27. Januar 2015]. Abgerufen am 8. Juli 2021.
210. 1 2  Jürgen Schäfer, Stephan Anstötz In: Münchener Kommentar zum StGB. 4. Auflage 2021, StGB § 130 Rn. 73.
211. ↑  BT-Drs. 19/19859, 29 ff., 57.
212. 1 2  Jürgen Schäfer, Stephan Anstötz In: Münchener Kommentar zum StGB. 4. Auflage 2021, StGB § 130 Rn. 68.
213. ↑  OLG Celle, Urteil vom 14. Januar 1997, Az. 1 Ss 271/96, NStZ 1997, 495.
214. ↑  VG Aachen, Beschluss vom 5. Februar 2003, Az. 8 L 1284/02, BeckRS 2003, 18864.
215. 1 2  Detlev Sternberg-Lieben/Ulrike Schittenhelm: Schönke/Schröder Strafgesetzbuch. 30. Auflage 2019, StGB § 130 Rn. 15.
216. ↑  Zusammen mit der Kommentierung zu § 131 StGB: Jürgen Schäfer, Stephan Anstötz In: Münchener Kommentar zum StGB. 4. Auflage 2021, StGB § 130 Rn. 74.
217. ↑  Karsten Altenhain In: Matt/Renzikowski, Strafgesetzbuch. 2. Auflage 2020, StGB § 130 Rn. 18.
218. ↑  BGH, Beschluss vom 14. April 2015, Az. 3 StR 602/14, NStZ 2015, S. 512 (513).
219. ↑  Matthias Krauß: StGB § 130. Rn. 87 In: Strafgesetzbuch. Leipziger Kommentar. 13. Auflage. Band 8 §§ 123–145d. De Gruyter, Berlin/Boston 2021.
220. ↑  KG, Beschluss vom 30. Juli 2020, Az. (5) 161 Ss 74/20 (31/20).
221. ↑  Verhetzende Beleidigung künftig strafbar. In: becklink / beck-online.de. 12. Mai 2021, abgerufen am 1. März 2023.
222. ↑  Gesetz zur Änderung des Strafgesetzbuches – Verbesserung des strafrechtlichen Schutzes gegen sogenannte Feindeslisten, Strafbarkeit der Verbreitung und des Besitzes von Anleitungen zu sexuellem Missbrauch von Kindern und Verbesserung der Bekämpfung verhetzender Inhalte sowie Bekämpfung von Propagandamitteln und Kennzeichen verfassungswidriger und terroristischer Organisationen vom 14. September 2021 (BGBl. I S. 4250), in Kraft getreten am 22. September 2021.
223. ↑  BVerfG, Beschluss vom 9. November 2011, Az. 1 BvR 461/08, NJW 2012, 1498 Rn. 24.
224. ↑  BGH, Beschluss vom 10. Januar 2017, Az. 3 StR 144/16, NStZ 2017, 405.
225. 1 2  Peter Rackow In: v. Heintschel-Heinegg, Kudlich: BeckOK StGB. 63. Edition, Stand: 1. August 2024, StGB § 130 Rn. 27.
226. ↑  BT-Drs. 19/19859, S. 26.
227. ↑  BGH, Beschluss vom 10. Januar 2017 − 3 StR 144/16 –, bundesgerichtshof.de Rn. 5 = NStZ 2017, 405 (406).
228. 1 2  OLG Frankfurt, Beschluss vom 8. Juli 2024 – 1 Ws 171/23, 1 Ws 174/23, 1 Ws 175/23, 1 Ws 176/23, 1 Ws 177/23, 1 Ws 178/23 –, Justiz Hessen.
229. ↑  BVerfG, Beschluss vom 9. November 2011, Az. 1 BvR 461/08, NJW 2012, 1498 = Volltext.
230. ↑  BVerfG, Beschluss vom 9. November 2011, Az. 1 BvR 461/08 Rn. 22, NJW 2012, 1498 (1499): Zitat: „Im Gesamtkontext der jeweiligen Aufsätze betrachtet sind die den Holocaust leugnenden Äußerungen vorliegend jedoch untrennbar mit Meinungsäußerungen verbunden.“.
231. ↑  BGH, Urteil vom 22. Dezember 2004, Az. 2 StR 365/04, NJW 2005, 689 (690).
232. ↑  BayObLG, Beschluss vom 6. November 2001, Az. 5 St RR 288/2001, NStZ 2002, 258 Rn. 3.
233. ↑  Zustimmend: Matthias Krauß: StGB § 130. Rn. 121 In: Strafgesetzbuch. Leipziger Kommentar. 13. Auflage. Band 8 §§ 123–145d. De Gruyter, Berlin/Boston 2021.
234. ↑  BGH, Urteil vom 22. Dezember 2004, 2 StR 365/04, NJW 2005, 689 (690–691).
235. ↑  BT-Drs. 18/2601 S. 24.
236. ↑  Matthias Krauß: StGB § 130. Rn. 123 In: Strafgesetzbuch. Leipziger Kommentar. 13. Auflage. Band 8 §§ 123–145d. De Gruyter, Berlin/Boston 2021.
237. 1 2  BT-Drs. 12/8588 S. 8.
238. 1 2  Matthias Krauß: StGB § 130. Rn. 129 In: Strafgesetzbuch. Leipziger Kommentar. 13. Auflage. Band 8 §§ 123–145d. De Gruyter, Berlin/Boston 2021.
239. 1 2  Zum Leugnen: BGH, Beschluss vom 30. Oktober 2018, Az. 3 StR 167/18 Rn. 8, NStZ-RR 2019, S. 108 (109).
240. ↑  BGH, Beschluss vom 17. Oktober 2017, Az. 3 StR 109/17, NStZ 2018, 589 (590).
241. ↑  OLG Celle Urteil vom 16. August 2019, Az. 2 Ss 55/19 Rn. 23, BeckRS 2019, 21220 Rn. 23.
242. 1 2  BVerwG, Urteil vom 5. August 2009, Az. 6 A 3/08, NVwZ 2010, 446 (448) Rn. 21.
243. ↑  Matthias Krauß: StGB § 130. Rn. 131 In: Strafgesetzbuch. Leipziger Kommentar. 13. Auflage. Band 8 §§ 123–145d. De Gruyter, Berlin/Boston 2021.
244. 1 2  OLG Brandenburg, Beschluss vom 12. April 2017, Az. (1) 53 Ss 17/17 (13/17), NStZ-RR 2017, S. 206 (207).
245. ↑  Entsprechend: OLG Hamm, Beschluss vom 1. Oktober 2015, Az. 1 RVs 66/15, BeckRS 2015, 119749 Rn. 13.
246. ↑  Zustimmend: Matthias Krauß: StGB § 130. Rn. 131 In: Strafgesetzbuch. Leipziger Kommentar. 13. Auflage. Band 8 §§ 123–145d. De Gruyter, Berlin/Boston 2021.
247. ↑  Matthias Krauß: StGB § 130. Rn. 132 In: Strafgesetzbuch. Leipziger Kommentar. 13. Auflage. Band 8 §§ 123–145d. De Gruyter, Berlin/Boston 2021.
248. ↑  BGH, Urteil vom 22. Dezember 2004, Az. 2 StR 365/04, NJW 2005, S. 689 (691).
249. ↑  BGH, Urteil vom 6. April 2000, Az. 1 StR 502/99, NJW 2000, 2217 (2218); BayObLG, Beschluss vom 20. März 2023, Az. 206 StRR 1/23, Rn. 29.
250. ↑  BGH, Urteil vom 22. Dezember 2004, Az. 2 StR 365/04, NJW 2005, 689 (691), Zitat: „Der Kontext der Rede zeigt somit ein umfassendes Herunterspielen der Opferzahlen durch den Angekl., nicht nur ein zahlenmäßiges Infragestellen im Randbereich der geschichtlich feststehenden Größenordnung.“
251. ↑  Matthias Krauß: StGB § 130. Rn. 133 In: Strafgesetzbuch. Leipziger Kommentar. 13. Auflage. Band 8 §§ 123–145d. De Gruyter, Berlin/Boston 2021.
252. ↑  BayObLG, Beschluss vom 2. August 2023, Az. 203 StRR 287/23, NJW 2023, 3525.
253. ↑  BayObLG, Beschluss vom 25. Juni 2020, Az. 205 StRR 240/20.
254. ↑  BVerfG, Beschluss vom 21. September 2021, Az. 1 BvR 1787/20.
255. ↑  EGMR, Entscheidung vom 5. September 2022, Az. 1854/22, NJW 2023, 1929.
256. ↑  BayObLG, Beschluss vom 20. März 2023, Az. 206 StRR 1/23.
257. ↑  BGH, Beschluss von 4. Februar 2025 – 3 StR 468/24, rechtsprechung-im-internet.de.
258. ↑  Bundesgerichtshof bestätigt Verurteilung wegen Volksverhetzung aufgrund der Veröffentlichung einer Abbildung des Eingangs eines Konzentrationslagers mit der Aufschrift „Impfen macht frei“. Bundesgerichtshof, 29. April 2025, abgerufen am 18. Mai 2025 (Pressemitteilung).
259. 1 2 3 4 5  Matthias Krauß: StGB § 130. Rn. 134 In: Strafgesetzbuch. Leipziger Kommentar. 13. Auflage. Band 8 §§ 123–145d. De Gruyter, Berlin/Boston 2021.
260. ↑  OLG Frankfurt, Urteil vom 13. Februar 2023, Az. 1 Ss 166/22.
261. ↑  OLG Braunschweig, Urteil vom 7. September 2023, Az. 1 ORs 10/23.
262. ↑  Peter Rackow In: v. Heintschel-Heinegg, Kudlich: BeckOK StGB. 63. Edition, Stand: 1. August 2024, StGB § 130 Rn. 32.
263. 1 2  Jürgen Schäfer, Stephan Anstötz In: Münchener Kommentar zum StGB. 4. Auflage 2021, StGB § 130 Rn. 85.
264. ↑  BGH, Urteil vom 12. Dezember 2000, Az. 1 StR 184/00, NJW 2001, S. 624 (626) = BGHSt 46, 212 (217).
265. ↑  Matthias Krauß: StGB § 130. Rn. 136 In: Strafgesetzbuch. Leipziger Kommentar. 13. Auflage. Band 8 §§ 123–145d. De Gruyter, Berlin/Boston 2021.
266. ↑  Jürgen Schäfer, Stephan Anstötz In: Münchener Kommentar zum StGB. 4. Auflage 2021, StGB § 130 Rn. 83.
267. ↑  Peter Rackow In: v. Heintschel-Heinegg, Kudlich: BeckOK StGB. 63. Edition, Stand: 1. August 2024, StGB § 130 Rn. 36.
268. ↑  BGH, Urteil vom 22. Dezember 2004, Az. 2 StR 365/04, NJW 2005, S. 689 (691).
269. ↑  Matthias Krauß: StGB § 130. Rn. 137 In: Strafgesetzbuch. Leipziger Kommentar. 13. Auflage. Band 8 §§ 123–145d. De Gruyter, Berlin/Boston 2021.
270. ↑  Ähnlich (bis zu 10 nicht ausreichend): Heribert Ostendorf in: Kindhäuser/Neumann/Paeffgen, Strafgesetzbuch. 5. Auflage 2017. StGB § 130 Rn. 25, Zitat: „Im Hinblick auf die weitere Vorauss. der Eignung zur Friedensstörung reicht aber eine kleinere Personenzahl (bis zu 10) nicht aus, wenn nicht über Medien eine weitere Öffentlichkeit hergestellt wird.“.
271. 1 2  Heribert Ostendorf in: Kindhäuser/Neumann/Paeffgen, Strafgesetzbuch. 5. Auflage 2017. StGB § 130 Rn. 25.
272. ↑  Matthias Krauß: StGB § 130. Rn. 137 In: Strafgesetzbuch. Leipziger Kommentar. 13. Auflage. Band 8 §§ 123–145d. De Gruyter, Berlin/Boston 2021.
273. 1 2  Jürgen Schäfer, Stephan Anstötz In: Münchener Kommentar zum StGB. 4. Auflage 2021, StGB § 130 Rn. 86.
274. 1 2  BVerfG, Beschluss vom 22. Juni 2018, Az. 1 BvR 673/18, NJW 2018, S. 2858 (2859) Rn. 26, 31–34.
275. ↑  BVerfG, Beschluss vom 22. Juni 2018, Az. 1 BvR 2083/15, NJW 2018, 2861 Rn. 23.
276. ↑  Karsten Altenhain In: Matt/Renzikowski, Strafgesetzbuch. 2. Auflage 2020, StGB § 130 Rn. 26.
277. ↑  BVerwG, Urteil vom 25. Juni 2008, Az. 6 C 21/07, NJW 2009, S. 98 (101) Rn. 36.
278. ↑  BVerfG, Beschluss vom 4. November 2009, Az. 1 BvR 2150/08, NJW 2010, 47 (53) Rn. 81.
279. ↑  BVerfG, Beschluss vom 4. November 2009, Az. 1 BvR 2150/08, NJW 2010, 47 (55) Rn. 100.
280. ↑  Jürgen Schäfer, Stephan Anstötz In: Münchener Kommentar zum StGB. 4. Auflage 2021, StGB § 130 Rn. 92.
281. 1 2 3 4 5 6 7 8 9 10  BT-Drs. 15/5051 S. 5.
282. 1 2  Detlev Sternberg-Lieben/Ulrike Schittenhelm: Schönke/Schröder Strafgesetzbuch. 30. Auflage 2019, StGB § 130 Rn. 22b.
283. ↑  BVerwG, Urteil vom 25. Juni 2008, 6 C 21/07, NJW 2009, 98 (101) Rn. 37.
284. ↑  BVerfG, Beschluss vom 4. November 2009, Az. 1 BvR 2150/08, NJW 2010, 47 (56) Rn. 107.
285. ↑  Zustimmend: Karsten Altenhain In: Matt/Renzikowski, Strafgesetzbuch. 2. Auflage 2020, StGB § 130 Rn. 27.
286. ↑  Matthias Krauß: StGB § 130. Rn. 145 In: Strafgesetzbuch. Leipziger Kommentar. 13. Auflage. Band 8 §§ 123–145d. De Gruyter, Berlin/Boston 2021.
287. ↑  Jürgen Schäfer, Stephan Anstötz In: Münchener Kommentar zum StGB. 4. Auflage 2021, StGB § 130 Rn. 96.
288. 1 2  Jürgen Schäfer, Stephan Anstötz In: Münchener Kommentar zum StGB. 4. Auflage 2021, StGB § 130 Rn. 97.
289. ↑  Matthias Krauß: StGB § 130. Rn. 146 In: Strafgesetzbuch. Leipziger Kommentar. 13. Auflage. Band 8 §§ 123–145d. De Gruyter, Berlin/Boston 2021.
290. ↑  Detlev Sternberg-Lieben/Ulrike Schittenhelm: Schönke/Schröder Strafgesetzbuch. 30. Auflage 2019, StGB § 130 Rn. 22d.
291. ↑  BVerfG, Beschluss vom 4. November 2009, 1 BvR 2150/08, NJW 2010, S. 47 (55) Rn. 102.
292. ↑  Matthias Krauß: StGB § 130. Rn. 147 In: Strafgesetzbuch. Leipziger Kommentar. 13. Auflage. Band 8 §§ 123–145d. De Gruyter, Berlin/Boston 2021.
293. ↑  OLG Rostock, Beschluss vom 19. Juli 2007, 1 Ss 107-07 I 50/07, BeckRS 2007, 16672.
294. ↑  Heribert Ostendorf in: Kindhäuser/Neumann/Paeffgen, Strafgesetzbuch. 5. Auflage 2017. StGB § 130 Rn. 36.
295. ↑  Kristian Kühl In: Lackner/Kühl, StGB. 29. Auflage 2018 StGB § 130 Rn. 8b
296. ↑  BVerfG, Beschluss vom 4. November 2009, 1 BvR 2150/08, NJW 2010, S. 47, (54) Rn. 94
297. 1 2  BVerfG, Beschluss vom 4. November 2009, 1 BvR 2150/08, NJW 2010, S. 47 (55) Rn. 103.
298. ↑  Karsten Altenhain In: Matt/Renzikowski, Strafgesetzbuch. 2. Auflage 2020, StGB § 130 Rn. 31.
299. ↑  Anders: Detlev Sternberg-Lieben/Ulrike Schittenhelm: Schönke/Schröder Strafgesetzbuch. 30. Auflage 2019, StGB § 130 Rn. 22c.
300. 1 2  Karsten Altenhain In: Matt/Renzikowski, Strafgesetzbuch. 2. Auflage 2020, StGB § 130 Rn. 32.
301. ↑  Matthias Krauß: StGB § 130. Rn. 148 In: Strafgesetzbuch. Leipziger Kommentar. 13. Auflage. Band 8 §§ 123–145d. De Gruyter, Berlin/Boston 2021.
302. ↑  Detlev Sternberg-Lieben/Ulrike Schittenhelm: Schönke/Schröder Strafgesetzbuch. 30. Auflage 2019, StGB § 130 Rn. 23.
303. 1 2  Robert Esser: Deutsches Strafrecht : Allgemeiner Teil. 7. Auflage. W. Kohlhammer, Stuttgart, ISBN 978-3-17-035167-7, Rn. 373 (begründet von Volker Krey).
304. ↑  Robert Esser: Deutsches Strafrecht : Allgemeiner Teil. 7. Auflage. W. Kohlhammer, Stuttgart, ISBN 978-3-17-035167-7, Rn. 409 (begründet von Volker Krey).
305. ↑  Joachim Vogel †, Jens Bülte: § 15. Vorsätzliches und fahrlässiges Handeln. In: Gabriele Cirener, Henning Radtke, Ruth Rissing-van Saan,  Thomas Rönnau, Wilhelm Schluckebier (Hrsg.): Strafgesetzbuch : Leipziger Kommentar. 13. Auflage. Band 1. Berlin / Boston 2020, ISBN 978-3-11-030025-3, Rn. 29.
306. ↑  BGH, Urteil vom 5. Mai 1964, Az. 1 StR 26/64 = BGHSt 19, 295.
307. 1 2 3 4  Kristian Kühl In: Lackner/Kühl, StGB. 29. Auflage 2018, StGB § 130 Rn. 12.
308. 1 2 3  Karsten Altenhain In: Matt/Renzikowski, Strafgesetzbuch. 2. Auflage 2020, StGB § 130 Rn. 33.
309. 1 2  Detlev Sternberg-Lieben/Ulrike Schittenhelm: Schönke/Schröder Strafgesetzbuch. 30. Auflage 2019, StGB § 130 Rn. 24.
310. ↑  OLG München, Beschluss vom 25. Mai 1985 2 Ws 242/85, NJW 1985, 2430.
311. ↑  Matthias Krauß: StGB § 130. Rn. 149 In: Strafgesetzbuch. Leipziger Kommentar. 13. Auflage. Band 8 §§ 123–145d. De Gruyter, Berlin/Boston 2021.
312. ↑  Kristian Kühl In: Lackner/Kühl, StGB. 29. Auflage 2018, StGB § 130 Rn. 8.
313. ↑  BGH, Urteil vom 10. April 2002, Az. 5 StR 485/01, NJW 2002, S. 2115 (2116-2117).
314. ↑  Andreas Stegbauer: Der Straftatbestand gegen die Auschwitzleugnung – eine Zwischenbilanz. NStZ 2000, S. 281 (286), Zitat: „Der Täter muss sich demnach nur bewusst sein, eine allgemein akzeptierte Auffassung zu bestreiten und den Betroffenen die öffentlich zugebilligte Anerkennung zu versagen“.
315. ↑  Detlev Sternberg-Lieben/Ulrike Schittenhelm: Schönke/Schröder Strafgesetzbuch. 30. Auflage 2019, StGB § 130 Rn. 20.
316. ↑  Jürgen Schäfer, Stephan Anstötz In: Münchener Kommentar zum StGB. 4. Auflage 2021, StGB § 130 Rn. 103.
317. ↑  Heribert Ostendorf in: Kindhäuser/Neumann/Paeffgen, Strafgesetzbuch. 5. Auflage 2017. StGB § 130 Rn. 37.
318. ↑  BGH, Beschluss vom 6. August 2019, Az. 3 StR 190/19, NStZ-RR 2019, S. 375 (376).
319. 1 2 3  Matthias Krauß: StGB § 130. Rn. 155 In: Strafgesetzbuch. Leipziger Kommentar. 13. Auflage. Band 8 §§ 123–145d. De Gruyter, Berlin/Boston 2021.
320. ↑  OLG Stuttgart, Urteil vom 19. Mai 2009, Az. 2 Ss 1014/09, NStZ 2010, 453 (454) Rn. 7
321. ↑  Bis auf Kommata wortgleich: Peter Rackow In: v. Heintschel-Heinegg, Kudlich: BeckOK StGB. 63. Edition, Stand: 1. August 2024, StGB § 130 Rn. 21.
322. ↑  Nachzu wortgleich: BayObLG, Urteil vom 17. August 1994, 4 St RR 105/94, NJW 1995, S. 145.
323. ↑  Ingeborg Puppe In: Kindhäuser/Neumann/Paeffgen/Saliger: Strafgesetzbuch. 6. Auflage 2023, StGB § 16 Rn. 29.
324. ↑  BGH, Beschluss vom 10. Januar 2017 – 3 StR 144/16 –, bundesgerichtshof.de Rn. 5 = NStZ 2017, 405 (406).
325. ↑  Heribert Ostendorf, Milan Kuhli in: Kindhäuser/Neumann/Paeffgen/Saliger: Strafgesetzbuch. 6. Auflage 2023, StGB § 130 Rn. 23a.
326. ↑  Matthias Krauß: StGB § 130. Rn. 156 In: Strafgesetzbuch. Leipziger Kommentar. 13. Auflage. Band 8 §§ 123–145d. De Gruyter, Berlin/Boston 2021.
327. ↑  Kristian Kühl In: Lackner/Kühl, StGB. 29. Auflage 2018, StGB § 130 Rn. 11, Zitat: „Tatbestandsausschluss“.
328. ↑  BGH, Urteil vom 6. April 2000, Az. 1 StR 502/99, NJW 2000, 2217 (2218) [= BGHSt 46, 36], Zitat: „Tatbestandsausschlussklausel“.
329. ↑  Peter Rackow In: BeckOK StGB, v. Heintschel-Heinegg, 50. Edition, Stand: 1. Mai 2021, StGB § 130 Rn. 45.
330. ↑  Heribert Ostendorf In: Kindhäuser/Neumann/Paeffgen, Strafgesetzbuch. 5. Auflage 2017. StGB § 130 Rn. 38.
331. 1 2 3  BGH, Urteil vom 6. April 2000, Az. 1 StR 502/99, NJW 2000, 2218.
332. ↑  BGH, Urteil vom 10. April 2002, Az. 5 StR 485/01, NJW 2002, 2115 (2116).
333. ↑  OLG Stuttgart, Urteil vom 24. April 2006, Az. 1 Ss 449/05, MMR 2006, 387.
334. ↑  Matthias Krauß: StGB § 130. Rn. 161 In: Strafgesetzbuch. Leipziger Kommentar. 13. Auflage. Band 8 §§ 123–145d. De Gruyter, Berlin/Boston 2021.
335. ↑  BGH, Urteil des Ersten Strafsenates vom 12. Dezember 2000, Az. 1 StR 184/00 = BGHSt 46, 212 – Verbreiten der Auschwitzlüge; Fall Toeben, Volltext.
336. ↑  Verbreitung der „Auschwitzlüge“ durch Ausländer strafbar. Frankfurter Allgemeine Zeitung (FAZ), 13. Dezember 2000, abgerufen am 4. Juli 2021.
337. ↑  Thomas J. Primig: Das „Holocaust-Urteil“ des deutschen BGH. (PDF; 0,6 MB) In: Internationales Strafrecht und das Internet. Probleme in der Anwendung nationalen Strafrechts auf Kriminalität in grenzüberschreitenden Datennetzen, (ohne Jahr), S. 7 ff.
338. ↑  Arnd Koch: Zur Strafbarkeit der „Auschwitzlüge“ im Internet – BGHSt 46, 212. JuS 2002, S. 123.
339. ↑  BGH, Beschluss des Dritten Strafsenates vom 3. Mai 2016 3 StR 449/15.
340. 1 2  BGH, Beschluss des Dritten Strafsenates vom 3. Mai 2016 3 StR 449/15 Rn. 13.
341. ↑  BGH, Beschluss des Dritten Strafsenates vom 3. Mai 2016 3 StR 449/15 Rn. 16–18.
342. ↑  Gesetz zur Änderung des Strafgesetzbuches – Modernisierung des Schriftenbegriffs und anderer Begriffe sowie Erweiterung der Strafbarkeit nach den §§ 86, 86a, 111 und 130 des Strafgesetzbuches bei Handlungen im Ausland. Gesetzgebungsverfahren 29. November 2019. Bundesministerium der Justiz und für Verbraucherschutz, abgerufen am 3. Juli 2021.
343. ↑  Gesetz zur Änderung des Strafgesetzbuches – Modernisierung des Schriftenbegriffs und anderer Begriffe sowie Erweiterung der Strafbarkeit nach den §§ 86, 86a, 111 und 130 des Strafgesetzbuches bei Handlungen im Ausland. In: Dokumentations- und Informationssystem für Parlamentsmaterialien (DIP). Deutscher Bundestag, abgerufen am 3. Juli 2021.
344. ↑  BGBl. 2020 I S. 2600
345. ↑  Änderung § 5 StGB vom 1. Januar 2021. In: buzer.de. Abgerufen am 3. Juli 2021.
346. ↑  BT-Drs. 19/19859 S. 34.
347. ↑  Peter Rackow in BeckOK StGB, v. Heintschel-Heinegg, 50. Edition, Stand: 1. Mai 2021, StGB § 130 Rn. 64, Zitat: „Die Gesetzesbegründung zeigt Sympathie dafür, die Erfordernisse der inländischen Wahrnehmbarkeit und Eignung zur Friedensstörung als Tatbestandsmerkmale zu interpretieren, sodass ‚bei Inlands- und Auslandstaten von vorneherein keine unterschiedlichen Anforderungen an Zeitpunkt und Art des Nachweises bestünden‘, will diese Frage indes letztlich der Rechtsprechung überlassen (BT-Drs. 19/19859, 34 u. 46 f.).“
348. ↑  Jürgen Schäfer, Stephan Anstötz In: Münchener Kommentar zum StGB. 4. Auflage 2021, StGB § 130 Rn. 122.